# Liste der Kulturdenkmale in Erlau (Sachsen)
In der Liste der Kulturdenkmale in Erlau sind die Kulturdenkmale der sächsischen Gemeinde Erlau verzeichnet, die bis Oktober 2022 vom Landesamt für Denkmalpflege Sachsen erfasst wurden (ohne archäologische Kulturdenkmale). Die Anmerkungen sind zu beachten.
Diese Aufzählung ist eine Teilmenge der Liste der Kulturdenkmale im Landkreis Mittelsachsen.

## Erlau
| Bild                                    | Bezeichnung | Lage                               | Datierung                                                                                        | Beschreibung | ID       |
| --------------------------------------- | --- | ---------------------------------- | ------------------------------------------------------------------------------------------------ | --- | -------- |
| Weitere Bilder                          | Empfangsgebäude, Nebengebäude und Güterschuppen des Bahnhofs Erlau                                                                           | Am Bahnhof 1, 7 (Karte)            | 1890–1891 (Empfangsgebäude); 1891 (Güterabfertigung und Wirtschaftsgebäude)                      | Zeittypische Bahnhofsgebäude mit charakteristischer, original erhaltener Gestaltung an der Bahnstrecke Riesa–Chemnitz (6255; sä. RC), eisenbahngeschichtlich, baugeschichtlich und ortsgeschichtlich von Bedeutung. - Empfangsgebäude: Putzfassade, Putznutung, zweigeschossiger und eingeschossiger Bau miteinander verbunden, rundbogige Fenster, durchlaufende Gesimse, Mezzaningeschoss, Satteldach, waagerechte Fensterverdachung - Seitengebäude: rundbogige Remisen, Putzbau, Drempel, Satteldach - Güterschuppen nördlich des Bahnhofsgebäudes: Fachwerk mit Drempel, allerdings durchlaufende Ständer, Satteldach, Ende 19. Jahrhundert, teilweise Garageneinbauten | 09236278 |
| Direkt Bild zu diesem Denkmal hochladen | Wohnstallhaus, Seitengebäude und Scheune eines Vierseithofes                                                                                 | Am Bahnhof 9 (Karte)               | Vermutlich 17. Jahrhundert (Scheune); um 1800 (Auszugshaus); bezeichnet mit 1876 (Wohnstallhaus) | Geschlossen erhaltener Bauernhof mit landschaftstypischer Bebauung in gutem Originalzustand mit schlichtem Wohnstallhaus von baugeschichtlicher und ortsbildprägender Bedeutung - Scheune: Ständerbau, Fachwerk alles Lehmausfachung, älteste Teile mit sich überkreuzenden Fuß- und Kopfstreben, geblattete Holzverbindungen, Giebel leicht vorkragend, ebenfalls geblattete Kopfstreben, verbrettert, originaler Dachstuhl, Krüppelwalmdach, um 1800 2. Bauphase, Veränderungen am Fachwerk, teilunterkellert, mit Tonnen, linker Teil später, Sockel Bruchsteinmauerwerk, sollte dendrochronologisch untersucht werden, eventuell 17. Jahrhundert - Seitengebäude: Auszüglerhaus, zeitgleich mit Wohnstallhaus um 1800, Fachwerk-Obergeschoss mit Lehmausfachung, Erdgeschoss massiv (Bruchsteinmauerwerk), Garageneinbauten, ein Türportal Porphyrtuff, Krüppelwalmdach, Giebel verschiefert, originale Fenster mit Schiebefenster, zwischen Heuboden und Auszüglerwohnung massiver Brandgiebel, offensichtlich traditionelle Bauausführung - Wohnstallhaus: sehr einfach, Fachwerk-Obergeschoss mit Lehmausfachung, preußische Kappen, Eckstreben, nach 1800, Satteldach, Keller mit Flachgewölbe und Schieferplatten, Erdgeschoss massiv (Ziegel), Porphyrtürportal bei Stall, Haustürportal bezeichnet mit „18 C.A.Schille 76“, einfach stehender Stuhl, zwei Giebel oben verschiefert, Fundament Bruchstein, Haus wichtig als Teil des Bauensembles, die anderen Gebäude in gutem Originalzustand | 09236279 |
| Direkt Bild zu diesem Denkmal hochladen | Nördliches und südliches Seitengebäude eines Vierseithofes                                                                                   | Erlbachtal 2 (Karte)               | Anfang 19. Jahrhundert                                                                           | Landschaftstypische Wirtschaftsgebäude eines geschlossen erhaltenen Bauernhofs in gutem Originalzustand mit ortsbildprägender Wirkung, baugeschichtlich und wirtschaftsgeschichtlich von Bedeutung. - 1. Seitengebäude: einbogige Kumthalle, Durchfahrt, Tür im Obergeschoss, Stalltür mit Porphyrtürportalen, Fachwerk-Obergeschoss mit sparsamem Fachwerk, Taubenschlag, Schiebefenster, flachgeneigtes Satteldach - 2. Seitengebäude: straßenseitig, Erdgeschoss massiv, Garageneinbau, Fachwerk-Obergeschoss, Mitteldrehflügelfenster, Satteldach, Giebel verkleidet, wichtig durch Straßenansicht Ehemals denkmalgeschützte südwestliche Scheune (Fachwerk, Drempel, Satteldach, sehr guter Originalzustand, komplett erhalten) zwischen 2017 und 2022 von der Denkmalliste gestrichen. | 09236292 |
| Direkt Bild zu diesem Denkmal hochladen | Südliches Seitengebäude eines Vierseithofes                                                                                                  | Erlbachtal 7 (Karte)               | 2. Hälfte 18. Jahrhundert                                                                        | Landschaftstypisches Wirtschaftsgebäude eines Bauernhofes mit erhaltenem Fachwerk im Erdgeschoss in guter architektonischer Qualität und gutem Originalzustand mit ortsbildprägender Wirkung, baugeschichtlich von Bedeutung. Fachwerk komplett erhalten mit Ausnahme einer Giebelseite, strebenreiches Fachwerk, Obergeschoss mit kleiner Tür, Erdgeschoss Schiebetor und Holztüren, Satteldach, gute architektonische Qualität, guter Originalzustand, wichtig für Ortsbild, eines von wenigen Gebäuden mit erhaltenem Fachwerk im Erdgeschoss, schöne originale Schiebefenster im Obergeschoss, Taubenschlag, Giebeldreieck verkleidet, angebaut an spätere Scheune. | 09236275 |
| Direkt Bild zu diesem Denkmal hochladen | Nördliches Wohnstallhaus und östliches Seitengebäude mit Auszüglerwohnung und Kumthalle eines Bauernhofes                                    | Erlbachtal 11 (Karte)              | Bezeichnet mit 1842                                                                              | Landschaftstypische Gebäude eines Bauernhofes in gutem Originalzustand mit ortsbildprägender Wirkung, baugeschichtlich und sozialgeschichtlich von Bedeutung. - Seitengebäude: einbogige Kumthalle, dort Garage heute, Fachwerk-Obergeschoss, Tür im Obergeschoss, verschiefert, Satteldach, guter Originalzustand beider Häuser, wichtig für Ortsbild und Bauensemble - Wohnstallhaus: Giebel verschiefert, zu große Fenster im Erdgeschoss | 09236274 |
|                                         | Östliches Auszüglerhaus mit angebautem Torbogen und südliches Seitengebäude eines Vierseithofes                                              | Erlbachtal 37 (Karte)              | Um 1800 (Auszugshaus); Ende 19. Jahrhundert (Seitengebäude)                                      | Bauernhof mit landschaftstypischen und qualitätvollen Wirtschaftsgebäuden in gutem Originalzustand, baugeschichtlich und ortsbildprägend von Bedeutung. - Auszüglerhaus: Fachwerk-Obergeschoss strebenreich, Tür im Obergeschoss, im Erdgeschoss Garageneinbauten, erhaltenes Türportal, Fenstergewände Porphyr, Erdgeschoss original erhalten, hohes, schönes Krüppelwalmdach - Seitengebäude: Zwerchgiebel, zweibogige Kumthalle, Pferdestall, Erdgeschoss massiv, Fachwerk-Obergeschoss mit zwei Türen, Satteldach, Heuaufzug, beide in sehr gutem Originalzustand, Torbogen mit Stichbogen und Schlussstein | 09236272 |
| Direkt Bild zu diesem Denkmal hochladen | Südliches Seitengebäude und östliche Scheune eines Vierseithofes                                                                             | Erlbachtal 44 (Karte)              | Um 1700 (Scheune); 1802 (Seitengebäude)                                                          | Landschaftstypische Wirtschaftsgebäude in gutem Originalzustand, die Scheune mit sehr alter Fachwerkkonstruktion, baugeschichtlich und ortsbildprägend von Bedeutung. - Scheune: Teil der Scheune massiv ersetzt, beide Giebeldreiecke Fachwerk verbrettert, Heuaufzug, Satteldach, sich überkreuzende, geblattete Streben, Kopfbänder geblattet, sehr alte Fachwerkkonstruktion nur noch selten anzutreffen, daraus resultiert Denkmalwert - Seitengebäude: Erdgeschoss massiv, Stichbogenportale mit Schlussstein, einer bezeichnet mit „J K O 1802“, teilweise original erhaltene, zweiflüglige barocke Haustür, drei Stichbogenportale, Schiebetor, auch an Durchfahrt Porphyrgewände mit Schlussstein, vermutlich mit Auszug, Fachwerk-Obergeschoss mit K-Strebe, Taubenschlag, Satteldach, sehr guter Originalzustand | 09236293 |
| Direkt Bild zu diesem Denkmal hochladen | Wohnstallhaus, Seitengebäude und Scheune eines ehemaligen Vierseithofes                                                                      | Mittweidaer Straße 25 (Karte)      | Um 1700 (Wohnstallhaus und Seitengebäude); vor 1800 (Scheune)                                    | Landschaftstypische, zum Teil sehr alte Gebäude eines Bauernhofes mit sehr gutem Originalzustand und guter architektonischer Gestaltung, baugeschichtlich und hausgeschichtlich von Bedeutung. Durch die dominante Ortslage und das beschriebene Erscheinungsbild prägt der Hof unverwechselbar das Ortsbild. Gut erhaltener ehemaliger Vierseithof mit sehr altem Baubestand. Alle Gebäude dürften im 18. Jahrhundert erbaut worden sein, wobei vermutlich das Wohnstallhaus und das Seitengebäude sogar bereits um 1700 entstanden. - Wohnstallhaus: Erdgeschoss massiv, Fachwerkobergeschoss, Kopfstreben und Kopfbänder aufgeblattet, Türstöcke und Fenstergewände verändert, vorkragendes Dach, bedeutsam durch sehr guten Originalzustand besonders des um 1700 entstandenen Fachwerkobergeschosses - Seitengebäude: giebelseitig verlängert durch Fachwerk, dort Tür im Obergeschoss, älterer Teil des Fachwerks mit einer Riegelreihe, Fußstreben geblattet, eine Tür im Obergeschoss, Erdgeschoss massiv, steiles Satteldach, um 1800 - Scheune: Fachwerkbau, hohes Krüppelwalmdach, rundbogiges Türportal zum Keller, dort massiv, bemerkenswert ein kleines originales Fenster aus dem 18. Jahrhundert Der Hof beeindruckt durch seinen wertvollen und gut erhaltenen Bestand an ländlichen Wohn- und Wirtschaftsgebäuden aus dem 18. Jahrhundert und wird somit zum Zeitzeugen ländlichen Bauhandwerks, woraus sich die hausgeschichtliche Bedeutung der Bauten ableitet. | 09236280 |
| Direkt Bild zu diesem Denkmal hochladen | Wohnstallhaus eines Vierseithofes | Rochlitzer Straße 27 (Karte)       | 1621                                                                                             | Sehr altes, landschaftstypisches Bauernhaus mit im Ort nur noch selten anzutreffenden Andreaskreuzen, in sehr gutem Originalzustand, baugeschichtlich und hausgeschichtlich von Bedeutung. Am Schlussstein bezeichnet mit „1621 BH“, der vermutlichen Bauzeit dieses hausgeschichtlich bedeutsamen Wohnstallhauses. Vor 2011 denkmalgerecht saniert. Erdgeschoss massiv, Fachwerkobergeschoss mit geblatteten Kopfbändern und geschweiften Andreaskreuzen, vorkragende und gefaste Schwelle, Giebeldreieck und Obergeschoss des Giebels jeweils vorkragend, hohes Satteldach. Auch Lebensbaummotive im Fachwerk. Zum Zeitpunkt der Denkmalneuerfassung 1994 war das Fachwerk der abgewandten Traufseite verputzt und vermutlich verändert. Als eines der ältesten Wohnstallhäuser des Dorfes und besonders durch die Authentizität des Fachwerks erlangt das Gebäude eine große hausgeschichtliche Bedeutung. | 09236276 |
| Direkt Bild zu diesem Denkmal hochladen | Wohnstallhaus, Seitengebäude, Auszüglerhaus und Scheune eines Vierseithofes mit restlichem Hofpflaster                                       | Rochlitzer Straße 37, 38 (Karte)   | 1. Hälfte 19. Jahrhundert                                                                        | Geschlossen erhaltener Bauernhof in Fachwerkbauweise mit gutem Originalzustand, baugeschichtlich und ortsbildprägend von Bedeutung. - Auszüglerhaus: teilweise mit Wirtschaftsteil, Erdgeschoss massiv, Fachwerk-Obergeschoss, Türportale mit waagrechtem Gebälk, Krüppelwalmdach, nach 1800 - Wohnhaus: Erdgeschoss massiv und verändert, Stalltür erhalten, im Obergeschoss Tür, Fachwerk-Obergeschoss mit regelmäßigem, strebenarmem Fachwerk, Krüppelwalmdach, um 1800, Giebel verschiefert, zu große Fenster am Giebel - Seitengebäude: einbogige Kumthalle, ursprünglich vermutlich Pferdestall, großes Tor, Fachwerk-Obergeschoss, Heuboden, Krüppelwalmdach - Scheune: an Seitengebäude angebaut, Fachwerkdrempel, Erdgeschoss vermutlich massiv, zweiflügliges Tor, Krüppelwalmdach - Reste der Hofpflasterung, Scheune Hocheinfahrt, zwei Zaunspfeiler, bekrönt mit Vasen, erhalten | 09236305 |
| Weitere Bilder                          | Pfarrhof mit Wohnhaus und Seitengebäude | Rochlitzer Straße 42 (Karte)       | Um 1680 (Pfarrhaus); um 1700 (Seitengebäude)                                                     | Landschaftstypische, sehr alte Wohn- und Wirtschaftsgebäude, das Wohnhaus mit Andreaskreuzen, in sehr gutem Originalzustand mit großer Bedeutung für das Ortsbild, baugeschichtlich, hausgeschichtlich und ortsgeschichtlich von Bedeutung. - Pfarrhaus: Fachwerk-Obergeschoss mit geschweiften Andreaskreuzen und Nasen-Feuerböcken, Schwelle hervorkragend, Erdgeschoss massiv mit Porphyrfenster- und -türgewänden, Türportal Segmentbogen mit Schlussstein, bezeichnet mit 1764, sehr guter Originalzustand, Obergeschoss mit künstlichem Schiefer verkleidet, Obergeschoss leicht vorkragend, hohes, steiles Krüppelwalmdach, schön proportioniert - Seitengebäude: geblattete Kopfbänder, Satteldach, Erdgeschoss massiv, Schwelle abgefast und vorkragend, doppelt angeordnete Schiffchenkehlung - Scheune abgebrannt | 09236301 |
| Weitere Bilder                          | Dorfkirche und Kirchhof Erlau (Sachgesamtheit)                                                                                               | Rochlitzer Straße 43 (Karte)       | 1531–1928 (Sachgesamtheit und Kirchhof); 1883 (Gedenkbaum)                                       | Sachgesamtheit Dorfkirche und Kirchhof Erlau mit folgenden Einzeldenkmalen: Kirche mit Ausstattung und Denkmal für die Gefallenen des Ersten Weltkrieges an der Kirchenwand (siehe 09236299) sowie Kirchhof (mit vier Solitärbäumen, kleiner Allee und Lutherlinde als Gartendenkmale) und Einfriedung als Sachgesamtheitsteil; ortsgeschichtlich von Bedeutung. - Einfriedung: Einfriedungsmauer aus Bruchsteinmauerwerk mit Efeu überwachsen, östliche Einfriedungsmauer aus Ziegelmauerwerk, Süd-Tor mit zwei neuen Torflügeln und Süd-Pforte mit einem neuen Türflügel aus Metallkonstruktion - Erschließung: von Süden Zugangsweg mit Betonsteinpflaster zum Süd-Tor, Weg vom Süd-Tor zur Kirche, Weg vom West-Eingang des Pfarrhauses zur Kirche - Gehölze: im Süd-Bereich Solitärbäume (vier Kugelrobinien, eine Traueresche), kleine Allee von sechs Birken am Weg vom Süd-Tor zur Kirche, in der Nordwestecke Jubiläumsbaum (eine Lutherlinde anlässlich des 400. Tauftages von Dr. Martin Luther am 1. November 1883 gepflanzt), in der Nordostecke Solitärbaum (Stieleiche), parallel zur westlichen Einfriedungsmauer drei Gräberreihen mit Hecken (Liguster), an der Nordgrenze Solitärbaum (Hainbuche) | 09301998 |
| Direkt Bild zu diesem Denkmal hochladen | Kirche mit Ausstattung und Denkmal für die Gefallenen des Ersten Weltkrieges an der Kirchenwand (Einzeldenkmale der Sachgesamtheit 09301998) | Rochlitzer Straße 43 (Karte)       | Um 1541 (Kirche); nach 1918 (Kriegerdenkmal)                                                     | Einzeldenkmale der Sachgesamtheit Dorfkirche und Kirchhof Erlau; Saalkirche, Putzbau mit Sockel, Fenster- und Türgewänden sowie Strebepfeilern aus Rochlitzer Porphyrtuff, baugeschichtlich und ortsgeschichtlich von Bedeutung. - Kirche: einschiffiger, flachgedeckter Bau, eingezogener Chor, Strebepfeiler, Maßwerkfenster, polygonaler, schlanker Dachreiter mit Pyramidendach, gute Steinmetzarbeit und ungewöhnlich langlebende spätgotische Formen mit nur wenigen Renaissanceelementen - Ausstattung: Schnitzaltar um 1500, vierflüglig, eine Wandlung mit 15 Figuren, 2. und 3. Wandlung gemalt, oberrheinischer Einfluss, Predella Gemälde, Kelch Silber vergoldet, reiche Gravierung, sechsblättriger Fuß, 1500, 2. Kelch Silber, vergoldet, Treibarbeiten am Nodus, 1500, Chor mit drei Seiten des Achtecks endend, umlaufendes Gesims, Norden mit Sakristeianbau, Eckquaderung verputzt, Porphyr, im Inneren an zwei Seiten zweigeschossige Emporen, Orgelempore, Kanzel am Chor, in Sakristei Netzgewölbe, alter Tresorschrank Eiche beschlagen, um 1500, am Chor im Osten Patronatsloge, an Nordseite eine Empore, Maßwerksfenster mit Bleiglasfenstern des 19. Jahrhunderts - Denkmal Erster Weltkrieg: an der Süd-Fassade der Kirche in Porphyr gefasste Metalltafel mit Aufschrift „Den Helden der / Gemeinde Erlau“, davor Blumenpflanzgefäß aus Porphyr und mit Porphyrkanten eingefasstes Beet, auf diesem neue Tafel für Gefallene des Zweiten Weltkrieges (1990/1994, keine Denkmal)                                                                                                 | 09236299 |
| Direkt Bild zu diesem Denkmal hochladen | Östliches ehemaliges Wohnstallhaus eines Vierseithofes, später Auszüglerhaus                                                                 | Rochlitzer Straße 46 (Karte)       | Um 1800                                                                                          | Landschaftstypisches Bauernhaus in gutem Originalzustand mit teilweise erhaltenem Fachwerk im Erdgeschoss, wichtig für das Ortsbild, baugeschichtlich von Bedeutung. Beeindruckendes Wohnstallhaus aus dem frühen 19. bzw. ausgehenden 18. Jahrhundert mit massivem Erdgeschoss und Fachwerkobergeschoss, teilweise verschiefert. Sogar im Bereich der Stube blieb das ursprüngliche Fachwerk erhalten. Statt einer Blockstube trifft man in der Rochlitzer Pflege auch Fachwerkkonstruktionen am Stubenbereich im Erdgeschoss an. Im Erdgeschoss erfolgten Garageneinbauten, die jedoch keine gravierende bauliche Veränderung zur Folge hatten. Das Haus wird durch ein sehr steiles Satteldach abgeschlossen. Im Inneren findet sich in der Stube noch eine schlichte Holzeinschubdecke. Durch die Lage neben der Kirche und die Authentizität des Bauwerks prägt dieses das Ortsbild maßgeblich. Zugleich bildet es das ländliche Bauhandwerk und die Lebensbedingungen seiner Entstehungszeit eindrucksvoll ab, wodurch das Gebäude bau- und sozialgeschichtlich bedeutsam wird | 09236298 |
| Weitere Bilder                          | Südliches Wohnstallhaus (ehemalige Bleiche) und westliche Scheune eines Vierseithofes                                                        | Rochlitzer Straße 56 (Karte)       | 18. Jahrhundert (Scheune); vermutlich 1813 (Wohnstallhaus)                                       | Landschaftstypisches, qualitätvoll gestaltetes Bauernhaus in gutem Originalzustand, bemerkenswerte Scheune in Fachwerkbauweise, baugeschichtlich und ortsbildprägend von Bedeutung. Wohnstallhaus vermutlich 1813 erbaut, Datierungshinweis an einem Zaunspfeiler. Auch die Konstruktionsweise des Hauses lässt dies vermuten. Das Erdgeschoss ist massiv und weist zu große Fensteröffnungen auf. Das Türportal wurde mit einem waagrechten Gebälk versehen. Das Fachwerk im Obergeschoss ist regelmäßig gegliedert, ein Giebel ist massiv. Das Fachwerk hat teils kurze gezapfte Fuß- und Kopfstreben. Abgeschlossen wird das Wohnstallhaus durch ein Mansarddach mit halbem Schopf. Sowohl in der Ausbildung des Daches als auch der Gestaltung der Giebel und des Fachwerks weicht dieses Gebäude von der um 1800 üblichen Bauweise ab. Möglicherweise deuten diese besonderen Merkmale auf bauliche Veränderungen um 1900 hin, durch die das Gebäude eine einzigartige, architektonisch anspruchsvolle Gestaltung erhielt. Die im Winkel zum Wohnstallhaus stehende Scheune besitzt ein Fachwerk mit Streben, originale Tor- und Fensteröffnungen sowie ein hohes, mit Pfannen gedecktes Schopfwalmdach. Kubatur, Gestaltung und dominante Ortslage der beiden Gebäude prägen das Ortsbild. Die authentische Gestaltung und zugleich besondere Ausbildung begründen eine baugeschichtliche Bedeutung. | 09236297 |
| Weitere Bilder                          | Postmeilensäule | Rochlitzer Straße 57 (vor) (Karte) | 1959–1979 (Kopie), Original bezeichnet mit 1722                                                  | Kursächsische Postmeilensäule (Sachgesamtheit); Kopie einer Ganzmeilensäule, verkehrsgeschichtlich von Bedeutung. Reihennummer 4, ursprünglich an der alten Poststraße Rochlitz–Mittweida am Gepülziger Wald aufgestellt. Die Säule aus Rochlitzer Porphyrtuff weist auf beiden Seiten die Jahreszahl 1722 und das Posthornzeichen auf. Auf der linken Seite ist die Inschrift „Mittweyda 1 St. ½“ und auf der rechten Seite ist die Inschrift „Rochlitz 2 St. ½“ eingehauen. Die Säule wurde um 1908 zweckentfremdet verbaut, 1959 wiederentdeckt und 1979 an einem neuen Standort mit neuem Sockel wieder aufgestellt. Eine Nachbildung der Säule steht am Feuerwehrhaus. | 09299775 |
| Direkt Bild zu diesem Denkmal hochladen | Nördliches Gebäude einer alten Brauerei, heute Wohnhaus                                                                                      | Rochlitzer Straße 59 (Karte)       | Um 1800                                                                                          | Repräsentatives Gebäude mit Sonnenuhr und Sterngewölbe im Erdgeschoss, baugeschichtlich und ortsgeschichtlich von Bedeutung. Massiv, zweigeschossig, teilweise Anbauten mit Ziegelmauerwerk, diese nicht Denkmal, Mansarddach mit Dachreiter mit Helmdach, polygonaler Grundriss, alte Sonnenuhr Fichte, bemalt. | 09236296 |
| Direkt Bild zu diesem Denkmal hochladen | Häusleranwesen mit Wohnhaus und Stallgebäude                                                                                                 | Rochlitzer Straße 62 (Karte)       | 2. Hälfte 18. Jahrhundert                                                                        | Landschaftstypisches Häusleranwesen in sehr gutem Originalzustand mit ortsbildprägender Wirkung, baugeschichtlich und sozialgeschichtlich von Bedeutung. Das Wohnhaus könnte um 1800 entstanden sein. Eine unterschiedliche Ausbildung der Fachwerkkonstruktion im Obergeschoss weist auf bauliche Veränderungen hin, die nicht eindeutig zu datieren sind. Das Erdgeschoss des Hauses wurde baulich vereinfacht, allerdings blieben teils Fenstergewände aus der Zeit um 1800 aus Rochlitzer Porphyrtuff erhalten. Abgeschlossen wird dieses Gebäude durch ein steiles Satteldach. Zum Anwesen gehört ein Stallgebäude mit Bruchstein-Erdgeschoss und einem Fachwerkobergeschoss mit geblatteten Kopfstreben und enur einem Riegel. Auch dieses um 1700 erbaute Gebäude wird durch ein steiles Satteldach abgeschlossen. Durch den authentischen Baubestand erlangen beide Gebäude baugeschichtliche Bedeutung. | 09236295 |
|                                         | Alte Schmiede | Rochlitzer Straße 94 (Karte)       | Um 1800                                                                                          | Landschaftstypisches Fachwerkwohnhaus mit angebauter Werkstatt in hervorragendem Originalzustand mit ortsbildprägender Bedeutung, am Wohnhaus Fachwerk auch im Erdgeschoss erhalten, baugeschichtlich und ortsgeschichtlich von Bedeutung. Fachwerk auch im Erdgeschoss erhalten, an hinterer Traufseite im Erdgeschoss teilweise massiv ersetzt, schönes Krüppelwalmdach, Fenstergliederung erhalten, Werkstatt: teilweise Fachwerk, teilweise massiv, dreiflügliges Holztor mit Oberlicht, 2. Hälfte 19. Jahrhundert, Satteldach, Giebel verschiefert, Porphyrfenstergewände mit einem Falz am Wohnhaus, Geländer, kleine Heiste, originale Pflasterung, am Wohnhaus ein Giebel verschiefert, zweiflüglige Haustür mit Oberlicht, im Inneren Originaltüren, Werkstatteinrichtung verloren. | 09236302 |
| Direkt Bild zu diesem Denkmal hochladen | Südliches Seitengebäude eines ehemaligen Vierseithofes                                                                                       | Rochlitzer Straße 101 (Karte)      | Mitte 19. Jahrhundert                                                                            | Landschaftstypisches Seitengebäude eines Bauernhofes in gutem Originalzustand mit erhaltener Fachwerkkonstruktion im Erdgeschoss, baugeschichtlich und sozialgeschichtlich von Bedeutung. Tordurchfahrt, Heuaufzug, Satteldach, Tür im Obergeschoss, vermutlich Auszüglerwohnung, dort Porphyrtür- und -fenstergewände, zweiflügelige Haustür mit Oberlicht. | 09236304 |
| Direkt Bild zu diesem Denkmal hochladen | Nördliches Wohnstallhaus eines ehemaligen Vierseithofes                                                                                      | Rochlitzer Straße 101a (Karte)     | Um 1800                                                                                          | Landschaftstypisches Gebäude eines Bauernhofes in gutem Originalzustand mit ortsbildprägender Bedeutung, baugeschichtlich von Bedeutung. - Wohnstallhaus: vor 1800, strebenreiches Fachwerk-Obergeschoss, Erdgeschoss massiv, Türportal, dort bezeichnet mit 1844, Porphyrfenster- und -türgewände, Datierung eventuell Zeitpunkt des Unterfahrens, Heuaufzug, Satteldach mit Schieferdeckung - Seitengebäude: Fachwerk teilweise im Erdgeschoss erhalten, Obergeschoss mit Türen, teilweise kräftige Schwelle, Satteldach, guter Originalzustand beider, wichtig für Ortsbild | 09236303 |
| Direkt Bild zu diesem Denkmal hochladen | Wohnstallhaus und zwei Seitengebäude eines Vierseithofes                                                                                     | Rochlitzer Straße 104 (Karte)      | Bezeichnet mit 1797                                                                              | Traditioneller Bauernhof mit Wohn- und Wirtschaftsgebäuden in Fachwerkbauweise von baugeschichtlichem und sozialgeschichtlichem Wert. - Wohnstallhaus: Fachwerk-Obergeschoss strebenreich, sehr guter Originalzustand des Fachwerks, kräftige Schwelle und Füllhölzer, Erdgeschoss massiv, zu große Fenster, Stalltür zweigeteilt, Garageneinbau, Giebel verkleidet, Satteldach - Seitengebäude: Fachwerk-Obergeschoss und Tür, Heuaufzug, Satteldach, Erdgeschoss massiv, Stall, einfaches Gebäude - 2. Seitengebäude: feldseitig, ursprünglich vermutlich Auszugshaus, Fachwerk-Obergeschoss strebenreich, Durchfahrt, zwei Stichbogenportale, das eine bezeichnet mit 1797, Porphyr, Satteldach, Haustür Holz, ursprünglich Backofen | 09236306 |
| Direkt Bild zu diesem Denkmal hochladen | Südliches Seitengebäude und Torbogen eines Vierseithofes                                                                                     | Rochlitzer Straße 116 (Karte)      | Um 1800 (Seitengebäude); 1821 Torbogen (Toreinfahrt)                                             | Landschaftstypisches, schön gestaltetes Wirtschaftsgebäude eines Bauernhofes in gutem Originalzustand, baugeschichtlich von Bedeutung. - Seitengebäude: feldseitig, einbogige Kumthalle, Porphyrgewände, Auszüglerwohnung, Fachwerk-Obergeschoss mit Eckstreben, Krüppelwalmdach - Torbogen: mit Stichbogen, Porphyr, 1821 datiert | 09236277 |
| Weitere Bilder                          | Sachgesamtheit Königlich-Sächsische Triangulierung („Europäische Gradmessung im Königreich Sachsen“); Station 99, Erlau                      | Steinberg (Karte)                  | Bezeichnet mit 1869                                                                              | Triangulationssäule; Station 2. Ordnung, bedeutendes Zeugnis der Geodäsie des 19. Jahrhunderts, vermessungsgeschichtlich von Bedeutung. Vermessungsstein aus Niederbobritzscher Granit, ohne Abdeckplatte, längsrechteckiger Block mit Inschrift „Station/Erlau/der/Kön: Sächs:/der/Triangulirung/1869./D“. Beim Aufbau der Station in der Nähe einer einzeln stehenden Kiefer auf der Steinberg genannten Höhe hat es noch keinen Steinbruch gegeben. Das Grundstück war im Besitz einer Erlauer Witwe, der eine kleine Fläche für den Bau der Station abgekauft wurde. Erst im 1913 veröffentlichten Messtischblatt ist ein Steinbruch eingezeichnet. In diesem wurde Granulitgestein als Baumaterial gewonnen. Der Vermessungspunkt musste wohl wegen der Erweiterung des Steinbruchs abgebaut werden. Die Eintragung „Pfeiler i. J. 1935 versetzt“ und die verzeichneten genäherten neuen Koordinaten weisen allerdings einen neuen Standort in nur etwa 16 m Entfernung auf. Dort steht die Säule noch heute. Sie erscheint sehr niedrig, ist am neuen Standort wahrscheinlich tiefer gegründet worden. Der ehemals sehr schwarz verwitterte Granit konnte in den letzten Jahren gesäubert und die Säule restauriert werden. Die Abdeckung zum Schutz der Messmarken im Kopf der Säule ist allerdings verloren gegangen. Nach Ende der Abbauarbeiten im Steinbruch hat sich ein schönes Biotop am höchsten Punkt des Ortes Erlau gebildet. Der Steinbruch ist von Laubbäumen und Gebüsch umgeben. Als weitere Landmarke ist eine „Schillereiche“ bereits in den ersten Messtischblättern eingezeichnet. | 09299776 |
| Direkt Bild zu diesem Denkmal hochladen | Wohnstallhaus (Nr. 6) und Scheune (Nr. 6a) eines Vierseithofes                                                                               | Wiesenweg 6, 6a (Karte)            | 1666 (Wohnstallhaus); vermutlich 17. Jahrhundert (Scheune)                                       | Beide Gebäude in Fachwerkbauweise, Wohnstallhaus mit vermutlich ältester Fachwerkkonstruktion im Ort, baugeschichtlich und hausgeschichtlich von Bedeutung. - Wohnstallhaus: Erdgeschoss massiv, Obergeschoss Fachwerk, Fenster nahe der Traufe, Satteldach, Giebeldreieck an südlicher Giebelseite vorspringend, Hofseite mit entstellender Wärmedämmung - Scheune: zum Hof zweigeschossig, Erdgeschoss Fachwerk mit geblatteten Streben, Obergeschoss Fachwerk verbrettert (hofseitig vorspringend, eventuell nachträglich), Satteldach, eingeschossige Rückseite mit herunter gezogenem Dach | 09305631 |

## Beerwalde
| Bild                                    | Bezeichnung | Lage                            | Datierung | Beschreibung | ID       |
| --------------------------------------- | --- | ------------------------------- | --- | --- | -------- |
| Direkt Bild zu diesem Denkmal hochladen | Südwestliches Wohnstallhaus und nordöstliche Scheune eines Vierseithofes                                                                         | Alte Dorfstraße 3 (Karte)       | Vor 1800 | Beide Gebäude in Fachwerkbauweise, baugeschichtlich und wirtschaftsgeschichtlich von Bedeutung. - Wohnstallhaus, steiles Satteldach mit altdeutscher Deckung, Fachwerk im Obergeschoss verkleidet, originale Fenster im Obergeschoss, im Erdgeschoss originale Fenstergewände und Türportale erhalten, Giebel verschiefert, Anbau in Traufrichtung - Scheune: Fachwerk mit Lehmstakung, verbrettert, flaches Satteldach, keine Originaldeckung, Giebel verkleidet, eine Tenne, zwei Bansen (in gutem Originalzustand) Fachwerk | 09237002 |
| Direkt Bild zu diesem Denkmal hochladen | Wohnstallhaus, zwei Seitengebäude und Scheune eines Vierseithofes sowie drei Holztore                                                            | Alte Dorfstraße 19 (Karte)      | 1. Hälfte 19. Jahrhundert                                                                                       | Eindrucksvolle und geschlossen erhaltene Hofanlage mit baugeschichtlicher, wirtschaftsgeschichtlicher und ortsbildprägender Bedeutung. - Wohnstallhaus, Krüppelwalm mit Dachhecht, im Obergeschoss Fachwerk verputzt, Erdgeschoss massiv, Porphyrgewände bei Fenstern und Türen zum Teil erhalten, Giebel im Obergeschoss verkleidet, mit Heuaufzug, giebelseitig verlängert - Seitengebäude: Auszüglerhaus, im Erdgeschoss dreijochige Kumthalle mit Porphyrsäulen, Fenster und Türen mit Porphyrgewänden, Fachwerk im Obergeschoss verputzt, Kreuzstockfenster, Krüppelwalm mit altdeutscher Schieferdeckung, Dachhecht, Giebel schiefergedeckt (guter Originalzustand) - zweites Seitengebäude: Fachwerk im Obergeschoss, Erdgeschoss massiv, Giebel verschiefert mit Heuaufzug, Krüppelwalm mit altdeutscher Deckung, Veränderung der Fassade durch Toreinbau - Scheune: zweigeschossig, Fachwerk, Giebel verschiefert, Krüppelwalm altdeutsche Deckung mit Dachhechten, Veränderung der Fassade durch Toreinbauten | 09237003 |
| Direkt Bild zu diesem Denkmal hochladen | Westliches Wohnstallhaus eines Vierseithofes | Am Berg 1 (Karte)               | Um 1720 | Im Erscheinungsbild weitgehend authentischer Fachwerkbau mit hohem Alter, baugeschichtlich und hausgeschichtlich von Bedeutung. Im Obergeschoss reich verstrebtes Fachwerk mit K-Streben, Füllholz zwischen Rähm und Schwelle, Wand im Erdgeschoss mit Stampflehm, Garageneinbau störend, Giebel und Traufseite zum Feld verschiefert, Fenster und Türen im Original nicht mehr vorhanden, Giebelluke und Traufluke mit Sack- bzw. Heuaufzug, steiles Satteldach mit altdeutscher Deckung. | 09237011 |
| Direkt Bild zu diesem Denkmal hochladen | Ehemalige Kirchschule (heute Wohnhaus) | Am Berg 13 (Karte)              | Um 1800 | Obergeschoss Fachwerk, baugeschichtlich und ortsgeschichtlich von Bedeutung, im Zusammenhang mit der in unmittelbarer Nähe liegenden Kirche ortsbildprägend. Fassade Straßenseite verändert, Obergeschoss an Traufseite verschiefert, Fachwerk verkleidet, Rückseite verputzt, verkleidet, Erdgeschoss massiv, Fenster und Türen im Original nicht mehr vorhanden, Giebel Straßenseite verkleidet, Giebel Rückseite verschiefert, Satteldach nur an Rückseite altdeutsche Deckung. | 09237010 |
|                                         | Dorfkirche und Kirchhof Beerwalde (Sachgesamtheit)                                                                                               | Obere Dorfstraße (Karte)        | 18. Jahrhundert                                                                                                 | Sachgesamtheit Dorfkirche und Kirchhof Beerwalde, mit folgenden Einzeldenkmalen: Kirche, acht Grabmale (davon ein Gedenkstein) und Grabanlage der Familie Niethammer (siehe 09237007) sowie Kirchhof und Einfriedungsmauer als Sachgesamtheitsteile; baugeschichtlich, ortsgeschichtlich und ortsbildprägend von Bedeutung. - Kirchhof und Einfriedung: im Osten und Süden sanierte Einfriedungsmauer aus Bruchsteinmauerwerk mit Betonziegelabdeckung, im Westen Einfriedungsmauer des Pfarrhofs, an der Südwestecke Tor mit zwei Holzgitterflügeln und Pforte mit einem Holzgitterflügel - Gehölze: an der Südwestecke außerhalb des Kirchhofs Solitärbaum (Amerikanische Roteiche), im SW-Bereich des Kirchhofs eine Baumreihe (Lebensbaum), im Nordwesten und Nordosten außerhalb des Kirchhofs je ein Solitärbaum (zwei Rosskastanien) | 09300211 |
| Weitere Bilder                          | Kirche mit Ausstattung, acht Grabmale (davon ein Gedenkstein) und Grabanlage der Familie Niethammer (Einzeldenkmale der Sachgesamtheit 09300211) | Obere Dorfstraße (Karte)        | 1738–1739 (Kirche und Kanzelaltar); bezeichnet mit 1740 (Taufe); Mitte 18. Jahrhundert (Taufengel und Kruzifix) | Einzeldenkmale der Sachgesamtheit Dorfkirche und Kirchhof Beerwalde; barocke Saalkirche, Bruchsteinbau mit Westturm mit spitzer Haube, baugeschichtlich und ortsgeschichtlich von Bedeutung. - Kirche: schlichter, flachgedeckter, rechteckiger Bau mit dreiseitigem Ostabschluss, Bruchsteinmauerwerk, Satteldach mit altdeutscher Deckung, zwei Anbauten: Sakristei und Patronatsloge im Chorbereich, Westturm mit spitzer hoher Turmhaube, Kirche von Kirchhof umgeben, die Kirche wurde auf Grund einer Stiftung des Patronatsherrn Friedrich Moritz von Milkau auf Kriebstein erbaut, der Vorgängerbau wurde abgerissen, Patronatsloge gegenüber Sakristei (1970 aus Gröbern bei Leipzig transferiert, da Kirche von Gröbern wegen Braunkohleabbau abgeräumt wurde), dreiseitige Empore, Orgelempore, Kanzelaltar hölzerner Aufbau mit Pilastergliederung aus der Erbauungszeit, Epitaphe und Grabplatten (16.–18. Jahrhundert), Holzkruzifix, Herkunft Dresden, ausgetauscht gegen drei Alabasterreliefs mit diversen Motiven, Taufengel aus gefasstem Holz (1759?), Taufstein (1740) zugleich Lesepult - Kirchhof: - Grabstätte der Familie Niethammer (Papierfabrikanten), Grabanlage im Süd-Bereich des Kirchhofs: größere rechteckige Grabanlage mit Einfriedungsmauer aus Bruchsteinmauerwerk, zwei Terrassen, axialem Weg, zwei Treppen, zwei Rasenspiegeln und zwei Koniferengruppen auf der oberen Terrasse, sowie einer Gedenktafel aus Porphyr mit der Aufschrift „ICH SCHAEME MICH / DES EVANGELII VON CHRISTO / NICHT, DENN ES IST EINE / KRAFT GOTTES, DIE DA SELIG / MACHT ALLE, DIE DARAN / GLAUBEN. / ROEMER I. XVI.“ sowie Gräbern - Gedenkstein Familie Hofrat Paul Riecke (1925 in Stuttgart verstorben und begraben): Porphyr mit Wappen und aufgesetzter Schrifttafel - Grabmal Justine Lüderitz (1830): Gusseisenobelisk mit Urne aus Gusseisen, Sockel Porphyr - Grabmal Fam. Christinna (1794): Säulenstumpf mit Schrifttafel auf Podest - Gusskreuz für Johanna ... Niethammer (19. Jahrhundert) - Grabstein Amalie Theresie Wehner (1847–1918) - Grabstein Heinrich Julius Wehner (1843–1919): Gutsbesitzer in Beerwalde - Grabstein Curt Mey (1840–1873): Pfarrer - Grabstein unbekannt: Inschrift nicht mehr lesbar (vermutlich Wehner)                                                                            | 09237007 |
|                                         | Erbbegräbnis der Familie von Arnim und Denkmal für die Gefallenen des Ersten Weltkrieges mit zugehöriger Grünanlage                              | Obere Dorfstraße (Karte)        | 1890 (Grablege); um 1920 (Kriegerdenkmal 1. Weltkrieg)                                                          | Ursprünglich repräsentative Grablege über den Resten einer mittelalterlichen Turmhügelburg („Waal“), Teile der Einfassung und Zugangstreppe sowie Baumbestand erhalten, Kriegerdenkmal dreiteilige, aus Findlingen zusammengesetzte Anlage mit Inschriftentafeln in schwarzem Granit, ortsgeschichtlich und zeitgeschichtlich von Bedeutung. 1890 wurde auf den Resten einer ehemaligen mittelalterlichen Turmhügelburg („Waal“), entstanden Ende 13. Jahrhundert, das Erbbegräbnis der Familie von Arnim, seit 1825 Besitzer der Herrschaft Kriebstein, angelegt. Zu diesem Zweck wurde der von einem Graben umgebene Burghügel durch eine Brücke erschlossen. Auf dem Burghügel errichtete man eine steinerne Einfassung, innerhalb derer sich die repräsentative Grabanlage mit Obelisk befand. Durch konzentrisch angeordnete Baumpflanzungen und einen umlaufenden, den Graben begleitenden Weg entstand zudem eine gärtnerische Gestaltung, die der Anlage einen würdevollen Rahmen verlieh. In die Grünanlage fügte man um 1920 das Kriegerdenkmal für die Gefallenen des Ersten Weltkrieges ein. Um 1970 wurden Gräber und Obelisk auf dem Burghügel entfernt. Auch die Brücke ist nicht mehr vorhanden. Trotz der genannten Verluste ist das Erbbegräbnis der Familie von Arnim ein wichtiges Zeugnis der Ortsgeschichte. Es verweist auf die hervorgehobene gesellschaftliche Stellung und den damit verbundenen Anspruch der Patronatsherrschaft, die von den Besitzern auf der Burg Kriebstein einst ausgeübt wurde. In diesem Zusammenhang ist von Bedeutung, dass sie hier einen besonders geschichtsträchtigen Ort für ihre Grabanlage auswählten. Überdies kann das Objekt auch allgemein als Dokument der Grabkultur um 1900 gewertet werden. Aus diesen Gründen ist das ehemalige Erbbegräbnis der Familie von Arnim ein Kulturdenkmal, an dessen Erhaltung ein öffentliches Interesse besteht. Das um 1920 aufgestellte Kriegerdenkmal befindet sich im südwestlichen Teil der Grünanlage. Das dreiteilige Monument besteht aus einem großen zentralen Findling sowie zwei seitlichen Steinhügeln mit je einer Inschriftentafel aus schwarzem Granit. Die Tafeln verzeichnen die Namen der Gefallenen. Die Denkmaleigenschaft des Kriegerdenkmals leitet sich aus seinem ortsgeschichtlichen und zeithistorischen Aussagewert ab. | 09237014 |
| Direkt Bild zu diesem Denkmal hochladen | Wohnstallhaus und Seitengebäude eines Zweiseithofes                                                                                              | Obere Dorfstraße 4 (Karte)      | Um 1800 | Beide Gebäude in Fachwerkbauweise, baugeschichtlich und sozialgeschichtlich von Bedeutung. - Wohnstallhaus: mit angebauter Scheune, Satteldach mit geringer Dachneigung, keine originale Dachdeckung, Hofseite mit Fachwerk im Obergeschoss, Erdgeschoss massiv, Straßenseite im Obergeschoss verschiefert, Giebel verputzt bzw. verkleidet, Anbau aus jüngerer Zeit - Seitengebäude: Hofseite mit Fachwerk mit Lehmstakung im Obergeschoss, Fachwerk im Erdgeschoss verputzt, Rückseite mit Fachwerk im Obergeschoss, Fachwerk im Erdgeschoss unvollständig, steiles Satteldach, keine originale Deckung (guter Originalzustand) | 09237005 |
| Direkt Bild zu diesem Denkmal hochladen | Westliches Wohnstallhaus, südliches Seitengebäude und nördliche Scheune eines Vierseithofes                                                      | Obere Dorfstraße 15 (Karte)     | Vor 1800 (Wohnstallhaus und Scheune); 1811 (Seitengebäude)                                                      | Hofanlage in Fachwerkbauweise, baugeschichtlich, sozialgeschichtlich und wirtschaftsgeschichtlich von Bedeutung. - Wohnstallhaus: Satteldach mit Sackaufzug nicht mehr original gedeckt, Fachwerk im Obergeschoss mit Lehmstakung, Erdgeschoss massiv mit originalen Fenstergewänden, Giebel mit Schiefer verkleidet, Fachwerk an Rückseite verkleidet - Seitengebäude: Satteldach ohne originale Deckung, Fachwerk im Obergeschoss, Erdgeschoss massiv, Fenster und Türgewände Porphyr mit aufgemalten Faschen, teilweise originale Fenster, zweiflügelige Tür, Stichbogenportal mit Schlussstein, Giebel größtenteils verschiefert, mit späterem Anbau - Scheune: mit Kniestock und Satteldach, ohne originale Deckung, an Hoffront Fachwerk, über ganze Front zwei Holztore, im Kniestock Schiebefenster, Rückseite verbrettert, Giebel verschiefert | 09237006 |
| Direkt Bild zu diesem Denkmal hochladen | Westliches Wohnstallhaus, nördliches Seitengebäude und östliche Scheune eines Vierseithofes                                                      | Obere Dorfstraße 21 (Karte)     | Vor 1800 | Straßenbildprägende Hofanlage mit baugeschichtlicher und wirtschaftsgeschichtlicher Bedeutung. - Wohnstallhaus: Satteldach altdeutsche Deckung, Erdgeschoss massiv, Obergeschoss strebenreiches Fachwerk, straßenseitiger Giebel Fachwerk im First verbrettert, Traufseite Hof verlängert durch Anbau, rückwärtige Traufseite mit jüngerem Anbau - Seitengebäude: Obergeschoss massiv, Erdgeschoss einjochige Kumthalle, ursprüngliche Aufteilung von Portal und Fenstern vorhanden, Obergeschoss wurde nach Brand 1946 erneuert - Scheune: Hofseite Fachwerk im Obergeschoss, Erdgeschoss massiv, Dach keine Originaldeckung, zwei Tore, Giebel Straßenseite verbrettert, Giebel Rückseite verkleidet, rückwärtige Traufseite mit zwei Holztoren verbrettert | 09237008 |
| Direkt Bild zu diesem Denkmal hochladen | Pfarrhaus und Seitengebäude eines Pfarrhofes | Obere Dorfstraße 23, 25 (Karte) | 1896 erneuert (Pfarrhaus); um 1800 (Seitengebäude)                                                              | Markante, ortsbildprägende Fachwerkgebäude von großer baugeschichtlicher und ortsgeschichtlicher Bedeutung. Wohnhaus von 1723 wurde 1896 erneuert, das Seitengebäude um 1800 erstellt, die Scheune 1882 abgetragen. - Wohnhaus mit sehr steilem Satteldach, ohne ursprüngliche Deckung, Fachwerk im Obergeschoss verputzt, Erdgeschoss massives Bruchsteinmauerwerk, Porphyrgewände an Fenster und Türen, Rückseite und Giebel verbrettert, Giebelseite verbrettert, Erdgeschoss massiver Bruchstein - Seitengebäude: steiles Satteldach, altdeutsche Deckung, im Obergeschoss der Hofseite Fachwerk, Rückseite verbrettert, Erdgeschoss massiver Bruchstein, Fenster und Portale aus hellem Sandstein, Giebel verkleidet | 09237004 |
| Direkt Bild zu diesem Denkmal hochladen | Häuslerhaus | Rosental 2 (Karte)              | Um 1800 | Obergeschoss Fachwerk, baugeschichtlich und sozialgeschichtlich von Bedeutung. Erdgeschoss massiv, Traufseite Fachwerk verbrettert, eine Giebelseite Fachwerk verbrettert, Giebel zur Straße massiv, Türen und Fenster im Original nicht mehr vorhanden, Satteldach durch traufseitige Erweiterung verändert zum Frackdach, keine originale Dachdeckung. | 09237013 |

## Crossen
| Bild                                    | Bezeichnung | Lage                         | Datierung | Beschreibung | ID       |
| --------------------------------------- | --- | ---------------------------- | --- | --- | -------- |
| Direkt Bild zu diesem Denkmal hochladen | Ehemalige Schnitterkaserne | Niedercrossen 3 (Karte)      | 2. Hälfte 18. Jahrhundert | Selten anzutreffender Gebäudetyp in sehr gutem Originalzustand mit großer Bedeutung für das Ortsbild. Stichbogenportal, Erdgeschoss massiv, Porphyrfenstergewände, Fachwerk-Obergeschoss, steiles Krüppelwalm-Mansarddach, direkt an Straße stehend, dominantes Gebäude, nur ein Garageneinbau. | 09236185 |
| Direkt Bild zu diesem Denkmal hochladen | Teupelmühle: Schneid- und Mahlmühle mit Wohnstallhaus und kompletter Mahlmühleneinrichtung, Seitengebäude mit Bergkeller und Scheune, Mühlgraben und Mühlenkanal mit allen Wasserbauten | Niedercrossen 10 (Karte)     | 1737 (Seitengebäude); um 1750 (Wohnstallhaus); um 1800 (Scheune) | Original erhaltener Mühlenkomplex mit ortsbildprägender Bedeutung. - Seitengebäude: 1871, im Erdgeschoss Keller, massiv, Fachwerk-Obergeschoss mit Heuboden, Satteldach, mit Bergkeller von 1737 - Wohnstallhaus: komplette Mühleneinrichtung, Mahlmühle, Fachwerk-Obergeschoss strebenreich, Erdgeschoss massiv, zu große Fenster, Krüppelwalmdach, ursprünglich auch Schneidemühle - Scheune: Fachwerk, Satteldach Schneidemühlengebäude an Wohnhaus angebaut ohne Ausstattung. | 09236186 |
| Direkt Bild zu diesem Denkmal hochladen | Südliche und westliche Scheune, östliches Seitengebäude und Hofpflasterung eines Vierseithofes                                                                                          | Niedercrossen 13 (Karte)     | Um 1800 | Landschaftstypische Wirtschaftsgebäude eines Bauernhofes in gutem Originalzustand, baugeschichtlich und wirtschaftsgeschichtlich von Bedeutung. - Scheune: feldseitig, großes Tor, Fachwerk komplett erhalten, Drempel, Satteldach - 2. Scheune: Fachwerk, Satteldach - Seitengebäude: Fachwerk-Obergeschoss verputzt, mit Schiebefenstern, Erdgeschoss massiv, giebelseitiger kleiner Anbau mit Pultdach, Porphyrgewände, Garageneinbau, Satteldach, guter Originalzustand | 09236187 |
| Direkt Bild zu diesem Denkmal hochladen | Wohnstallhaus eines Bauernhofes | Niedercrossen 23 (Karte)     | Anfang 19. Jahrhundert | Landschaftstypisches Bauernhaus in gutem Originalzustand, baugeschichtlich von Bedeutung. Fachwerk-Obergeschoss, Erdgeschoss massiv, Eckstreben am Fachwerk, Türportal und Fenstergewände erhalten, komplette Fassadengliederung original, Krüppelwalmdach, sehr guter Originalzustand. | 09236237 |
| Direkt Bild zu diesem Denkmal hochladen | Westliches Wohnstallhaus, südliches Seitengebäude und Scheune eines Bauernhofes | Niedercrossen 34 (Karte)     | Vermutlich 1787 | Landschaftstypischer Bauernhof mit original erhaltener Bebauung, bedeutsam für das Ortsbild, baugeschichtlich und wirtschaftsgeschichtlich von Bedeutung. - Wohnstallhaus: Fachwerk-Obergeschoss, Giebel verschiefert, Krüppelwalmdach, Erdgeschoss massiv mit Küchenanbau hofseitig, rückbaubar, am Wohnhaus Stichbogenportal mit Schlussstein, eine Seite Fachwerk verbrettert - Seitengebäude: Fachwerk-Obergeschoss, Erdgeschoss massiv, wohl 1787, Wohnhaus vermutlich gleiche Bauzeit, Satteldach, Giebel verschiefert - Scheune: Fachwerk verbrettert, Satteldach | 09236235 |
| Direkt Bild zu diesem Denkmal hochladen | Häuslerhaus | Niedercrossen 35 (Karte)     | Nach 1800 | Landschaftstypisches Häuslerhaus in gutem Originalzustand mit ortsbildprägender Wirkung, baugeschichtlich von Bedeutung. Fachwerk-Obergeschoss, Eckstreben, Erdgeschoss massiv, originale Fenster- und Türgewände, giebelseitiger Anbau mit Pultdach. | 09236236 |
| Direkt Bild zu diesem Denkmal hochladen | Nördliches und südliches Seitengebäude sowie östliche Scheune eines Bauernhofes | Niedercrossen 38 (Karte)     | Um 1800 | Landschaftstypische Wirtschaftsgebäude, u. a. mit erhaltener Kumthalle, in gutem Originalzustand, baugeschichtlich und wirtschaftsgeschichtlich von Bedeutung. - Seitengebäude: ursprünglich vermutlich Pferdestall, einbogige Kumthalle, Heuaufzug, Satteldach mit einem Schopf, Tür im Fachwerk-Obergeschoss, ein Giebel massiv, verschlagen - Scheune: Fachwerk, fast komplett erhalten, Satteldach, sehr großes Gebäude - 2. Seitengebäude: Fachwerk-Obergeschoss mit Tür, Erdgeschoss massiv, Giebel verkleidet, mit Tür, Krüppelwalmdach | 09236183 |
| Direkt Bild zu diesem Denkmal hochladen | Nördliches Wohnstallhaus (Nr. 40) und östliches Seitengebäude (Nr. 41) eines Vierseithofes                                                                                              | Niedercrossen 40, 41 (Karte) | 2. Hälfte 18. Jahrhundert | Landschaftstypische Gebäude eines Bauernhofes in gutem Originalzustand, u. a. mit erhaltener Kumthalle, baugeschichtlich und sozialgeschichtlich von Bedeutung. - Seitengebäude: rechtwinklig zur Straße stehend, giebelständig, Fachwerk-Obergeschoss, am Türstock 1886, eventuell auch älter, einbogige Kumthalle, im Erdgeschoss Pferdestall, Fachwerk-Obergeschoss mit Tür, verkleidet, Satteldach, guter Originalzustand, Fenster teilweise erneuert - Wohnstallhaus: Fachwerk-Obergeschoss strebenreich, Erdgeschoss massiv, vorkragendes Obergeschoss, Satteldach steil, guter Originalzustand, wichtig für Ortsbild, strebenreiches Fachwerk, Giebel verputzt, traufseitiger Anbau | 09236184 |
| Direkt Bild zu diesem Denkmal hochladen | Seitengebäude eines Gasthofes | Niedercrossen 43 (Karte)     | Bezeichnet mit 1739 | Giebelständig zur Kirche stehend, Gebäudeteil des Gasthofes Crossen, Hausteil mit original erhaltenem Fachwerkobergeschoss von großer Bedeutung für das Ortsbild, baugeschichtlich von Bedeutung. Durch Kirchennähe bedeutsam für Ortsbild, datiert auf altem Schlussstein, der im Erdgeschoss-Mauerwerk eingemauert, Erdgeschoss massiv, zu große Fenster, Anbauten verändert, nicht denkmalwürdig, original erhaltenes Fachwerkobergeschoss. | 09236174 |
| Direkt Bild zu diesem Denkmal hochladen | Kirche mit Ausstattung, Kirchhof mit Einfriedungsmauer und Denkmal für die Gefallenen des Ersten Weltkrieges                                                                            | Niedercrossen 44 (Karte)     | Romanisch (Kirche); Ende 13. Jahrhundert (Taufe); 18. Jahrhundert (Kanzelkorb); Ende 18. Jahrhundert (Altar); 1930 (Zusammensetzung aus 2 spätgotischen Altarflügeln) | Im Kern romanische Saalkirche, verputzter Bruchsteinbau mit Westturm über quadratischem Grundriss, baugeschichtlich, kunstgeschichtlich und ortsgeschichtlich von Bedeutung. Kirche eingezogener Chor, Satteldach, im Kern romanisch, Westturm um 1500, flachgedeckter Chor, einschiffige Kirche, quadratischer Westturm mit gekuppelten Spitzbogenfenstern, Dachreiter um 1500, barocker Kanzelkorb mit bäurisch derben Malereien. | 09236171 |
| Direkt Bild zu diesem Denkmal hochladen | Ehemalige Niedercrossener Schule | Niedercrossen 45 (Karte)     | Vor 1900 | Zeittypischer Zweckbau mit ortsgeschichtlicher und ortsbildprägender Bedeutung. Um 1900 erweitert, zweigeschossig, Mitteleingang, heute Gemeindeverwaltung. | 09236175 |
| Direkt Bild zu diesem Denkmal hochladen | Zwei Bergkellerhäuser | Niedercrossen 46 (Karte)     | Um 1800 | Einzige Beispiele dieses Haustypes in der Umgebung, baugeschichtlich und sozialgeschichtlich von Bedeutung. - 1. Haus: mit Satteldach, an Hang gebaut, sehr selten, schlechter Bauzustand - 2. Haus: Lehmsteine, Satteldach, Bau teilweise zerstört, Keller erhalten, ursprünglich zum Pfarrhof gehörend | 09236170 |
| Direkt Bild zu diesem Denkmal hochladen | Westliches Wohnstallhaus, zwei Seitengebäude und östliche Scheune eines Vierseithofes                                                                                                   | Obercrossen 20 (Karte)       | 1. Hälfte 19. Jahrhundert (Wohnstallhaus); 2. Hälfte 19. Jahrhundert (Seitengebäude)                                                                                  | Landschafts- und zeittypische Gebäude eines Bauernhofes in gutem Originalzustand, baugeschichtlich und ortsbildprägend von Bedeutung. - Wohnstallhaus: Fachwerk-Obergeschoss, Erdgeschoss massiv, wenige Streben, einfaches Fachwerk, Satteldach, Heuaufzug, Türportale erhalten - Scheune: Fachwerk, Drempel, Satteldach, Giebel massiv mit Lüftungsschlitzen, Graupelputz und Glattputz - Seitengebäude: massiv, zweigeschossig, Graupelputz, im Wesentlichen originale Fassadengliederung aller Gebäude bis zu Putzstruktur erhalten, besonders schön das straßenseitige Seitengebäude - 2. Seitengebäude: feldseitig, Fachwerk mit Drempel, hohes massives Erdgeschoss, leichte Bauveränderungen, dieses Gebäude zur Komplettierung Bauensemble, bedeutsam u. a. als geschlossene Hofanlage | 09236232 |
| Direkt Bild zu diesem Denkmal hochladen | Westliches Wohnstallhaus, zwei Seitengebäude und östliche Scheune eines Vierseithofes                                                                                                   | Obercrossen 36 (Karte)       | Um 1800 | Geschlossen erhaltener Bauernhof in hervorragendem Originalzustand, baugeschichtlich und wirtschaftsgeschichtlich von Bedeutung, ebenso große Bedeutung für das Ortsbild. - Wohnstallhaus: Fachwerk-Obergeschoss verputzt und verkleidet, Satteldach, Erdgeschoss massiv mit erhaltenem Türportal und Fenstergewänden mit einer Hohlkehle, guter Originalzustand, Graubelputz um 1930, Glattputz an Ecken und als Gesimsband, Giebel verkleidet, Fensteraufteilung erhalten - Seitengebäude: feldseitig, Fachwerk-Obergeschoss verputzt mit Tür, Erdgeschoss massiv, dreibogige Kumthalle, Säulen, Durchfahrt, gleicher Verputz wie Wohnhaus, Satteldach - Scheune: Fachwerk, Drempel, originale Türen und Kellereingang, Krüppelwalmdach, ein Giebel massiv - Seitengebäude: straßenseitig, Erdgeschoss massiv, Fachwerk-Obergeschoss verputzt, am Giebel verkleidet, Satteldach Landschafts- und zeittypisch, sorgsamer Umgang mit Bauphase aus 1930er Jahren, schöner Putz, der Gliederung der Gebäude betont. | 09236233 |
| Direkt Bild zu diesem Denkmal hochladen | Wohnstallhaus, Seitengebäude und Scheune eines Vierseithofes | Obercrossen 45 (Karte)       | Vor 1800 | Landschaftstypischer, geschlossen erhaltener Bauernhof in gutem Originalzustand, baugeschichtlich und wirtschaftsgeschichtlich von Bedeutung. - Scheune: Satteldach, sehr guter Originalzustand, kleines Schiebefenster, großes Holztor, eingeschossig - Wohnhaus: Fachwerk-Obergeschoss verputzt, Struktur Fachwerk komplett erhalten, Erdgeschoss massiv und verändert, Satteldach, wichtig als Teil des Bauernhofes - Seitengebäude: Erdgeschoss massiv, Fachwerk-Obergeschoss, vorkragendes Satteldach, vor 1800, Tür im Obergeschoss, Stichbogenportal erhalten | 09236176 |
| Direkt Bild zu diesem Denkmal hochladen | Nördliches Seitengebäude eines Vierseithofes | Obercrossen 53 (Karte)       | Um 1800 | Landschaftstypisches Wirtschaftsgebäude mit Kumthalle eines Bauernhofes in gutem Originalzustand, baugeschichtlich von Bedeutung. Fachwerk-Obergeschoss mit Tür, ein Schiebefenster, ansonsten zweiteilige Fenster mit 6er Teilung, Satteldach, Erdgeschoss massiv, vermutlich Pferdestall mit einbogiger Kumthalle. | 09236180 |
| Direkt Bild zu diesem Denkmal hochladen | Häuslerhaus | Obercrossen 54 (Karte)       | Bezeichnet mit 1869 | Landschaftstypisches Häuslerhaus in gutem Originalzustand mit baugeschichtlicher und sozialgeschichtlicher Bedeutung. Fachwerk-Obergeschoss strebenreich, Erdgeschoss massiv, am Türstock mit 1869 datiert, Fachwerk-Obergeschoss vermutlich um 1800, Krüppelwalmdach, Giebel verschiefert, sehr wichtig für Ortsbild, guter Originalzustand. | 09236177 |
| Direkt Bild zu diesem Denkmal hochladen | Wohnstallhaus sowie nördliches und südliches Seitengebäude eines Vierseithofes | Obercrossen 55 (Karte)       | Vor 1800 (Seitengebäude); um 1800 (Wohnstallhaus und Seitengebäude)                                                                                                   | Landschaftstypischer Bauernhof in Fachwerkbauweise, in gutem Originalzustand, baugeschichtlich und sozialgeschichtlich von Bedeutung. - Wohnstallhaus: Erdgeschoss massiv, Obergeschoss Fachwerk, steiles Satteldach mit Heuluke - 1. Seitengebäude: vor 1800, giebelseitig erweitert, komplett Fachwerk erhalten, Durchfahrt, Tür über Durchfahrt, Satteldach, sehr guter Originalzustand, wichtig weil Fachwerk im Erdgeschoss erhalten blieb - 2. Seitengebäude: feldseitig, Pferdestall mit einbogiger Kumthalle, um 1800, Fachwerk-Obergeschoss strebenreich mit Tür, Satteldach, Erdgeschoss massiv, Tordurchfahrt zum Feld | 09236179 |
| Direkt Bild zu diesem Denkmal hochladen | Östliches Seitengebäude und südliche Scheune eines Vierseithofes | Obercrossen 66 (Karte)       | 1894 bis 1896 Wiederaufbau nach Brand | In gutem Originalzustand erhaltene Wirtschaftsgebäude eines Bauernhofes, diese Gebäude gehören zu den wenigen Beispielen der ländlichen Bauweise der Jahrhundertwende, baugeschichtlich und wirtschaftsgeschichtlich von Bedeutung. - Scheune: Fachwerk, Drempel, Satteldach, Werksteinsockel, sehr guter Originalzustand, besonders Hofansicht, typisches Beispiel dieser späten bäuerlichen Gebäude - Seitengebäude: als Auszug gebaut, Türportal, Fenstergewände, Klinkergesims, Sockel Werkstein, Erdgeschoss massiv, Fachwerk-Obergeschoss, Tür dort, Fachwerk teilweise verkleidet, Giebel massiv, Satteldach, guter Originalzustand. Wichtig für Ortsbild, wichtiges Beispiel für Bauweise Ende des 19. Jahrhunderts. | 09236231 |
| Direkt Bild zu diesem Denkmal hochladen | Westliche und südliche Scheune eines Vierseithofes | Obercrossen 73, 74 (Karte)   | Um 1800 (südliche Scheune); nach 1900 (westliche Scheune) | Zeittypische und landschaftstypische Scheunen eines Bauernhofes, die eine davon mit Hocheinfahrt, in gutem Originalzustand, baugeschichtlich und wirtschaftsgeschichtlich von Bedeutung. - 1. südliche Scheune: Fachwerk, Drempel, Satteldach, Durchfahrt, großes Holztor, sehr guter Originalzustand, typisches Bauwerk - 2. westliche Scheune: Fachwerk komplett erhalten, teilweise verkleidet, Satteldach, teilweise zweigeschossig ausgebaut, Remisen, Lagerräumen, Einfahrt, im Obergeschoss Lagerräume, Hocheinfahrt, seltenes Beispiel der Bauweise nach 1900, sehr guter Originalzustand | 09236230 |
| Direkt Bild zu diesem Denkmal hochladen | Häuslerhaus | Schusterberg 1 (Karte)       | Um 1800 | Landschaftstypisches Häuslerhaus mit original erhaltenem Fachwerkobergeschoss, Teil eines aus Häuslerhäusern bestehenden Bauensembles, baugeschichtlich von Bedeutung. Erdgeschoss verbaut und verändert mit zu großen Fenstern, weithin sichtbar, Satteldach. | 09236193 |
| Direkt Bild zu diesem Denkmal hochladen | Häuslerhaus | Schusterberg 4 (Karte)       | Um 1800 | Landschaftstypisches Häuslerhaus, Teil eines Bauensembles, bestehend aus Häusleranwesen, baugeschichtlich von Bedeutung. Fachwerk-Obergeschoss fast komplett erhalten, Satteldach, Erdgeschoss massiv. | 09236192 |
| Direkt Bild zu diesem Denkmal hochladen | Häuslerhaus und Scheune | Schusterberg 16 (Karte)      | Vor 1800 | Wohnhaus Obergeschoss Fachwerk, landschaftstypischer kleiner Zweiseithof in sehr gutem Originalzustand, baugeschichtlich und sozialgeschichtlich von Bedeutung. - Wohnhaus: Giebel verbrettert, Krüppelwalmdach - Scheune: Fachwerk, Satteldach, vermutlich leerstehend | 09236188 |
| Direkt Bild zu diesem Denkmal hochladen | Wohnstallhaus, Seitengebäude und Auszüglerhaus eines Vierseithofes | Siedlung 6 (Karte)           | Um 1800 | Landschaftstypischer Bauernhof, baugeschichtlich und wirtschaftsgeschichtlich von Bedeutung. - Seitengebäude: mit einbogiger Kumthalle, ursprünglich als Pferdestall genutzt, Fachwerk-Obergeschoss als Heuboden und Kammern, Mittel-Drehflügelfenster original erhalten, Satteldach, Obergeschoss verschlagen, Haus teilweise um 1800, Bauveränderung um 1900 - Wohnhaus: Fachwerk-Obergeschoss verschlagen und verputzt, Erdgeschoss massiv, schöne originale Fenster- und Türgewände, Satteldach - Auszüglerhaus: 1881 am Türstock datiert, Porphyrtür- und -fenstergewände, Durchfahrt, Fachwerk-Obergeschoss verkleidet, Satteldach | 09236181 |
| Direkt Bild zu diesem Denkmal hochladen | Ehemaliges Wohnstallhaus eines Vierseithofes | Siedlung 10 (Karte)          | Um 1720 | Sehr altes, landschaftstypisches Bauernhaus mit alten Konstruktionselementen. Teil des Gebäudes um 1720, restliches Gebäude um 1800 erneuert, Fachwerk-Obergeschoss, vorkragende abgefaste Schwelle, eine alte Fachwerkkonstruktion erhalten: Strebe mit kreuzender Kopfstrebe, steiles Satteldach, ansonsten Schwelle glatt ausgebildet und Fachwerk mit wenigen Streben, Erdgeschoss massiv und verändert, wichtig hohes Alter der einen Haushälfte. | 09236182 |

## Milkau
| Bild                                    | Bezeichnung | Lage                                     | Datierung | Beschreibung | ID       |
| --------------------------------------- | --- | ---------------------------------------- | --- | --- | -------- |
| Direkt Bild zu diesem Denkmal hochladen | Wohnstallhaus und östliche Scheune eines Bauernhofes                                                                                    | Crossener Straße 5 (Karte)               | 1. Hälfte 19. Jahrhundert (Scheune); bezeichnet mit 1869 (Wohnstallhaus) | Straßenbildprägende Lage, eines der wenigen gut erhaltenen Beispiele der Holzbauweise im Ort, baugeschichtlich von Bedeutung. - Wohnstallhaus: Obergeschoss Fachwerk, Porphyrgewände, Tür mit geradem, profilierten Sturz, Giebel massiv, mit Zwillingsfenster - Scheune: Fachwerk, mit Drempel, teilweise massiv | 08960001 |
| Weitere Bilder                          | Wohnmühlenhaus eines Mühlenanwesens (Funkenmühle)                                                                                       | Geringswalder Straße 8 (Karte)           | Ende 18. Jahrhundert | Straßenbildprägender Fachwerkbau, baugeschichtlich und ortsgeschichtlich von Bedeutung. Obergeschoss Fachwerk mit vielen kräftigen Streben, Giebel verbrettert, Erdgeschoss Porphyrgewände, Giebelseite Obergeschoss durch liegende Fenster verändert. Zweigeschossiger, längsrechteckiger Bau, Erdgeschoss massiv, Fachwerk-Obergeschoss, beide Giebel massiv, steiles Satteldach, Fachwerk-Obergeschoss holzreich, regelmäßig, an Ecken Streben, schmale Gefache, Fachwerk vermutlich 2. Hälfte 18. Jahrhundert, Dachstuhl mit Kehlbalken, Hahnebalken, doppelter Unterzug, Schüttboden mit Lehm auf Schwartenbelag, Holzverbindung durch Verblatten, an Giebeln sich überkreuzende Kopfstreben. Erdgeschoss nachträglich unterfahren, am Rähm Blattsassen, im Erdgeschoss Porphyrfenstergewände, altes Türportal zugeputzt, bezeichnet, nicht lesbar, Fenstergliederung nicht mehr vollständig erhalten, in Stubendecke Öffnung zum Beheizen der Oberstube (heute vorhanden, aber zugesetzt). Denkmalwert: wissenschaftlicher Wert, ortsgeschichtlicher Wert als Wohnmühlenhaus, landschaftsgestaltende Bedeutung durch Lage am Ortseingang in Straßenkrümmung. | 08960009 |
| Direkt Bild zu diesem Denkmal hochladen | Wohnstallhaus eines Dreiseithofes | Geringswalder Straße 14a (Karte)         | Um 1800 | Landschaftstypisches Fachwerkgebäude mit weitem Dachüberstand, baugeschichtlich und ortsbildprägend von Bedeutung. Obergeschoss Fachwerk, verkleidet, Krüppelwalmdach, Lastenaufzug im Dach, im Erdgeschoss liegende Fenster. | 08960010 |
| Weitere Bilder                          | Wohnhaus und Seitengebäude des Pfarrhofes, Pfarrgarten sowie Steinbank                                                                  | Kirchstraße 6 (Karte)                    | Türstock des Pfarrhauses bezeichnet mit 1729 | Pfarrhaus Obergeschoss Fachwerk verputzt, baugeschichtlich und ortsgeschichtlich von Bedeutung. - Wohnhaus: Obergeschoss Fachwerk, verputzt, eine Seite und Giebel verschiefert, profiliertes Porphyrgewände, Stichbogenportal mit Wappen-Schlussstein, Krüppelwalmdach mit Dachhecht, davor kleine Steinbank mit zwei Wappen - Stallscheune: verputzt, mit Porphyrgewänden - Pfarrgarten: nördlich des Pfarrhofes repräsentativer Gartenbereich mit einigen mächtigen Gehölzen, u. a. zwei Winter-Linden (Tilia cordata) als Torbäume vor dem Zufahrtstor, drei weitere Winter-Linden, eine Hainbuche (Carpinus betulus) und ein Spitzahorn (Acer platanoides) sowie verschiedene Obstgehölze, Garten mit Holzlattenzaun eingefriedet, südlich des Pfarrhofes große Obstwiese | 08960015 |
| Weitere Bilder                          | Martinskirche mit Ausstattung, Kirchhof und Einfriedungsmauer sowie Lutherlinde mit Gedenkstein                                         | Kirchstraße 7 (Karte)                    | 1616 Dendro, unter Verwendung ältere Teile (Kirche); 1. Hälfte 17. Jahrhundert (Grabmal); 1883 (Lutherlinde); 1884 (Orgel)                                                        | Im Kern noch spätromanische Saalkirche, gestaffelter Putzbau mit hohem Satteldach und markantem Dachreiter, baugeschichtlich und ortsgeschichtlich von Bedeutung. Eingezogener Chor sowie Logenbau im Südosten, oktogonaler Dachreiter mit Laterne, innen: flachgedeckter Saal mit flachbogigen Fenstern, Empore, leicht erhöhter, später angebauter dreiseitig geschlossener Chor mit Spitzbogenfenstern, dort im Norden zweigeschossige, verglaste Loge der Rittergutsbesitzer derer von Milkau mit Wappen, Porphyrtaufe mit achtseitiger Cuppa, bezeichnet mit 1912–13, hölzerne Kanzel mit Schalldeckel, Orgel mit neugotischem Prospekt, hölzerne Altargruppe mit segnendem Christus, seitlich Bauer/Bäuerin, im Chor im Süden kleine Sakramentsnische, im Altarraum mehrere Porphyrgrabplatten, hölzernes Kruzifix, Inschriftensteine von 1634 und 1643 an der südlichen Chor-Außenseite. | 08960016 |
| Direkt Bild zu diesem Denkmal hochladen | Transformatorenhäuschen | Kirchstraße 9 (bei) (Karte)              | Um 1920 | Charakteristisch für die Gegend, Zeugnis für Elektrifizierung des Ortes, technikgeschichtlich von Bedeutung. Klinkersockel, um die Tür herumgeführt, sonst verputzt, Zwischendach, kleines pagodenartiges Zeltdach. | 08960014 |
| Direkt Bild zu diesem Denkmal hochladen | Wohnhaus | Lehde 1 (Karte)                          | Um 1800 | Obergeschoss Fachwerk, ehemals verputzt, baugeschichtlich von Bedeutung. Giebeldreieck verbrettert, Winterfenster. | 08960018 |
| Direkt Bild zu diesem Denkmal hochladen | Westliches Wohnstallhaus eines Dreiseithofes                                                                                            | Neuer Weg 1 (Karte)                      | Um 1870 | Landschaftstypischer später Fachwerkbau, baugeschichtlich von Bedeutung. Obergeschoss und Giebel Fachwerk, eine Seite massiv, Giebel Schiefer, saniert, Erdgeschoss durch liegende Fenster beeinträchtigt, südlicher Abschluss des Hofes und südlich des Wohnstallhauses Eisenzaun. | 08960008 |
| Direkt Bild zu diesem Denkmal hochladen | Ehemaliges Häuslerhaus | Sachsendorfer Straße 10 (Karte)          | Um 1720 | Fachwerkhaus, typisches Beispiel ländlicher Bauweise des beginnenden 18. Jahrhunderts, von baugeschichtlicher und sozialgeschichtlicher Bebauung. Kleiner Fachwerkbau, ursprünglich mit Fachwerk im Erdgeschoss, danach massiv unterfahren, bei Sanierung wird wieder eine Fachwerkkonstruktion im Erdgeschoss nach historischem Vorbild aufgeführt, Bruchsteinsockel, Obergeschoss Fachwerk, teilweise mit gezapften kurzen Kopfstreben und langen Fußstreben an den Hausecken sowie Streben an der jüngeren Haushälfte, heute Satteldach mit Biberschwanzdoppeldeckung mit weitem Dachüberstand an der Eingangstraufseite, ursprünglich Krüppelwalmdach, Kehlbalkendach mit Scherenkopfbändern giebelseitig. Bis 1989 bewohnt, bis in die 1990er Jahre im Gemeindebesitz, ehemals Hausnummer 19. | 09303520 |
| Direkt Bild zu diesem Denkmal hochladen | Nördliches Wohnstallhaus, östliches Seitengebäude und westliche Scheune eines Vierseithofes                                             | Sachsendorfer Straße 11, 11a, 12 (Karte) | Im Kern 1. Hälfte 19. Jahrhundert (Wohnstallhaus); 1. Hälfte 19. Jahrhundert (Seitengebäude); 1897 (Scheune); bezeichnet mit 1918 (Wohnstallhaus)                                 | Landschaftstypischer, gut erhaltener Bauernhof von baugeschichtlicher und heimatgeschichtlicher von Bedeutung. - Wohnstallhaus (Nummer 12): Obergeschoss Fachwerk, verkleidet, gerader, profilierter Türsturz, Porphyrgewände - Scheune (Nummer 11a): Sicht-Fachwerk mit Drempel, Tore böhmisch verbrettert - Seitengebäude (Nummer 11): Obergeschoss Fachwerk, verkleidet, Porphyrgewände | 08960012 |
| Direkt Bild zu diesem Denkmal hochladen | Südliches Wohnstallhaus, östliches Seitengebäude und westliche Scheune sowie Garteneinfassung (Mauer) eines Vierseithofes               | Sachsendorfer Straße 14 (Karte)          | Bezeichnet mit 1793 (Seitengebäude); um 1800 (Wohnstallhaus und Scheune) | Geschlossen erhaltener regionaltypischer Bauernhof in Fachwerkbauweise mit baugeschichtlicher, heimatgeschichtlicher und ortsbildprägender Bedeutung. - Wohnstallhaus: Obergeschoss Fachwerk, verkleidet, Dachüberstand, Stallscheune mit Tordurchfahrt an der Giebelseite, Porphyrgewände, Obergeschoss Fachwerk, verkleidet, schmaler, hoher Baukörper, im Schlussstein bezeichnet mit 1793 - Scheune: Fachwerk mit Drempel, verputzt | 08960011 |
|                                         | Nördliches Wohnstallhaus, westlich anschließende Durchfahrtsscheune, südwestliche Scheune und östliches Seitengebäude eines Bauernhofes | Schönfelder Straße 3 (Karte)             | 1. Hälfte 18. Jahrhundert (Seitengebäude); im Kern 2. Hälfte 18. Jahrhundert (Wohnstallhaus); 2. Hälfte 18. Jahrhundert (Durchfahrtsscheune); bezeichnet mit 1906 (Wohnstallhaus) | Wohnstallhaus ehemaliger Ständerbau, singulär im Ort, gut erhaltenes Ensemble von hoher Authentizität, baugeschichtlich, heimatgeschichtlich und ortsbildprägend von Bedeutung. - Wohnstallhaus: Obergeschoss Fachwerk, profilierte Schwelle, kräftige Streben, Dachüberstand, Giebel Schiefer, straßenseitig verkleidet - kleines Nebengebäude: auch im Erdgeschoss teilweise Fachwerk, Obergeschoss Fachwerk, Giebel verbrettert, Durchfahrtsscheune Fachwerk - Scheune: Fachwerk, verputzt | 08960003 |
| Direkt Bild zu diesem Denkmal hochladen | Westliches Wohnstallhaus eines Dreiseithofes                                                                                            | Schönfelder Straße 5 (Karte)             | Um 1800 | Bildprägender Fachwerkbau als Bestandteil des Dorfkerns, baugeschichtlich von Bedeutung. Obergeschoss Fachwerk, verputzt, teilweise verkleidet, Giebel silbrig verschiefert, Erdgeschoss durch liegende Fenster verändert. | 08960005 |
| Direkt Bild zu diesem Denkmal hochladen | Östliches Wohnhaus eines Bauernhofes | Schönfelder Straße 8 (Karte)             | Ende 18. Jahrhundert | Vorderer Teil noch Fachwerk im Erdgeschoss, singulär im Ort, wichtiges Element des Dorfkerns, baugeschichtlich und ortsbildprägend von Bedeutung. Obergeschoss Fachwerk, alles verkleidet, mit kleinem Backofen-Anbau. | 08960006 |
|                                         | Straßenseitiges Wohnstallhaus und südliche Scheune eines Vierseithofes                                                                  | Schönfelder Straße 27 (Karte)            | Bezeichnet mit 1868 | Beide Gebäude in regionaltypischer Fachwerkbauweise, baugeschichtlich und straßenbildprägend von Bedeutung. - Wohnstallhaus: Obergeschoss Fachwerk, Giebel verschiefert, Porphyrgewände, Tür mit gerader, profilierter Bedachung, Schieferdeckung, Porphyrtafel am Haus erinnert an Feuer im Jahre 1868, als fünf Güter und zwei Häuser abbrannten - Scheune: ganz Fachwerk mit Drempel, Giebel verkleidet | 08960002 |

### Ehemaliges Denkmal (Milkau)
| Bild                                    | Bezeichnung                                                               | Lage                         | Datierung            | Beschreibung | ID       |
| --------------------------------------- | ------------------------------------------------------------------------- | ---------------------------- | -------------------- | --- | -------- |
| Direkt Bild zu diesem Denkmal hochladen | Nordwestliches Wohnstallhaus und südwestliche Scheune eines Dreiseithofes | Schönfelder Straße 9 (Karte) | Ende 18. Jahrhundert | Wohnstallhaus Obergeschoss Fachwerk verputzt, gehört mit zur älteren Bebauung des Ortes, baugeschichtlich von Bedeutung. - Wohnstallhaus Obergeschoss Fachwerk, verputzt, Giebel verkleidet, traufseitig massiv angebaut, Porphyrgewände, Dachüberstand - Scheune ganz Fachwerk, mit Kopf- und Fußstreben, Fachwerk zum Teil preußisch ausgemauert Zwischen 2018 und 2020 abgerissen. | 08960007 |

## Naundorf
| Bild                                    | Bezeichnung                                            | Lage                         | Datierung                                                                 | Beschreibung | ID       |
| --------------------------------------- | ------------------------------------------------------ | ---------------------------- | ------------------------------------------------------------------------- | --- | -------- |
| Direkt Bild zu diesem Denkmal hochladen | Wohnhaus                                               | Gepülziger Straße 15 (Karte) | Mitte 18. Jahrhundert                                                     | Baugeschichtlich von Bedeutung, als Tagelöhnerhaus des Rittergutes ortshistorische Bedeutung. Obergeschoss Fachwerk, Giebelseiten verkleidet bzw. verputzt, ehemals auch Fachwerk im Erdgeschoss, Porphyrgewände, Dachüberstand, Fenstergrößen erhalten. | 08960028 |
| Weitere Bilder                          | Leonhardskapelle des ehemaligen Rittergutes            | Gepülziger Straße 20 (Karte) | Bezeichnet mit 1778                                                       | Barocker Putzbau mit Walmdach und charakteristischem Dachreiter, baugeschichtlich und ortsgeschichtlich von Bedeutung. Verputzter Bruchsteinbau mit Porphyrgewänden auf rechteckigem Grundriss, flachbogige Fensteröffnungen, ebensolches Portal mit Schlussstein (bezeichnet 1778) und originaler Tür, Dachreiter mit Laterne, Walmdach. Innen einfache Rokoko-Ausstattung mit West-Empore, Kanzelaltar und zwei Chorstübchen, Sandsteintaufe bezeichnet mit 1650, aus St. Petri in Rochlitz. | 08960030 |
| Weitere Bilder                          | Wirtschaftsgebäude des ehemaligen Rittergutes Gepülzig | Gepülziger Straße 20 (Karte) | Bezeichnet mit 1771                                                       | Imposantes regionaltypisches Gebäude in Fachwerkbauweise, baugeschichtlich, ortsgeschichtlich und ortsbildprägend von Bedeutung. Obergeschoss Fachwerk, teilweise mit vielen Streben, Gefache ausgemauert, teils verkleidet, Krüppelwalmdach, im Erdgeschoss Porphyrgewände, Stichbogenportal mit Schlussstein, Kreuzgratgewölbe. | 08960029 |
| Direkt Bild zu diesem Denkmal hochladen | Häuslerhaus                                            | Naundorfer Straße 16 (Karte) | Um 1800                                                                   | Baugeschichtlich und straßenbildprägend von Bedeutung. Obergeschoss Fachwerk mit V-Streben, Schiffskehlchen, Giebel verschiefert. | 08960021 |
| Direkt Bild zu diesem Denkmal hochladen | Wohnstallhaus und Seitengebäude eines Zweiseithofes    | Naundorfer Straße 21 (Karte) | 1. Hälfte 19. Jahrhundert                                                 | Einer der wenigen erhaltenen Höfe im Ort, baugeschichtlich und sozialgeschichtlich von Bedeutung. - Wohnstallhaus: Obergeschoss Fachwerk, Giebel verkleidet, Porphyrgewände, Haustür mit gerader, profilierter Bedachung - Seitengebäude: mit Porphyrgewänden, Drempel Fachwerk, Fachwerk leicht verformt | 08960024 |
| Direkt Bild zu diesem Denkmal hochladen | Wohnstallhaus und Scheune                              | Scheibe 4 (Karte)            | Ende 18. Jahrhundert (Wohnstallhaus); 2. Hälfte 19. Jahrhundert (Scheune) | Obergeschoss Fachwerk verschiefert, sehr gut im originalen Sinne erhalten, baugeschichtlich von Bedeutung. - Wohnstallhaus: schmaler, hoher Baukörper mit spitzem Satteldach, Obergeschoss Fachwerk, rundum Schiefer, sehr kleine Fenster, Porphyrgewände, Dach Schiefer - Scheune: Fachwerk verkleidet, Krüppelwalmdach | 08960026 |

## Neugepülzig
| Bild                                    | Bezeichnung                                                         | Lage                            | Datierung                 | Beschreibung | ID       |
| --------------------------------------- | ------------------------------------------------------------------- | ------------------------------- | ------------------------- | --- | -------- |
| Direkt Bild zu diesem Denkmal hochladen | Gasthof Winterschänke mit Wohnhaus, zwei Seitengebäuden und Scheune | An der Winterschänke 11 (Karte) | 1750                      | Geschlossen erhaltene Hofanlage mit zwei sich gegenüberliegenden Durchfahrtsgebäuden, durch die der ehemalige Straßenverlauf hindurchführte, straßenbildprägende Fachwerkbauten mit baugeschichtlicher und ortsgeschichtlicher Bedeutung. Vierseitig geschlossener Gasthof mit zwei Durchfahrten. - Wohnhaus: Obergeschoss Fachwerk, verkleidet, hofseitig kleiner Lastenaufzug - Stall: Obergeschoss Fachwerk, Fledermausgaupen - Durchfahrtsgebäude: Obergeschoss Fachwerk, verputzt, zwei Dachhäuschen, Krüppelwalmdach, Tor Porphyrgewände mit Kapitellen und Schlussstein - Scheune: Fachwerk mit Tordurchfahrt, Biberschwanzdeckung an drei Gebäuden | 08960034 |
| Direkt Bild zu diesem Denkmal hochladen | Wohnstallhaus                                                       | Zetteritzer Straße 1 (Karte)    | Um 1800                   | Kleiner Fachwerkbau, Teil einer Siedlung mit Häusern baugleichen Typs, baugeschichtlich von Bedeutung. Obergeschoss Fachwerk, recht kräftige Balken, Porphyrgewände, doppelte Biberschwanzdeckung. | 08960032 |
| Direkt Bild zu diesem Denkmal hochladen | Wohnhaus                                                            | Zetteritzer Straße 7 (Karte)    | 1. Hälfte 19. Jahrhundert | Straßenbildprägender Fachwerkbau am Ortseingang, baugeschichtlich von Bedeutung. Obergeschoss Fachwerk, verkleidet bzw. verschiefert, Fenstergrößen original, Dach zum Teil Schiefer. | 08960031 |

## Sachsendorf
| Bild                                    | Bezeichnung                                                                                               | Lage                            | Datierung                                                                                         | Beschreibung | ID       |
| --------------------------------------- | --- | ------------------------------- | ------------------------------------------------------------------------------------------------- | --- | -------- |
| Direkt Bild zu diesem Denkmal hochladen | Wohnstallhaus                                                                                             | Alte Hauptstraße 2 (Karte)      | Ende 18. Jahrhundert                                                                              | Obergeschoss Fachwerk, baugeschichtlich von Bedeutung. Giebel Schiefer, Dachüberstand, schmaler, hoher Baukörper mit spitzem Dach. | 08960044 |
| Direkt Bild zu diesem Denkmal hochladen | Wohnstallhaus, zwei Seitengebäude und Scheune eines Vierseithofes                                         | Alte Hauptstraße 20 (Karte)     | Ende 18. Jahrhundert                                                                              | Relativ gut erhaltenes Beispiel eines Fachwerk-Ensembles, baugeschichtlich und wirtschaftsgeschichtlich von Bedeutung. - großes Wohnstallhaus: mit strebenreichem Fachwerk, einige große Fenster stören den Fachwerk-Verband, Erdgeschoss und straßenseitig Obergeschoss massiv, Dachüberstand, Dachhecht, Lastenaufzug, Giebel Schiefer mit Palladiomotiv - Scheune: Fachwerk, Krüppelwalmdach mit Dachhecht - Stallscheune: Obergeschoss Fachwerk, Mitteldrehflügelfenster - Seitengebäude: Obergeschoss Fachwerk, Giebel Schiefer, Krüppelwalmdach, Porphyrgewände, teils massiv                                                                           | 08960467 |
| Direkt Bild zu diesem Denkmal hochladen | Scheune und zwei Seitengebäude eines Vierseithofes                                                        | Alte Hauptstraße 22 (Karte)     | Um 1850                                                                                           | Als regionaltypische Fachwerkbauten wichtiger Bestandteil des Ortsbildes, baugeschichtlich und wirtschaftsgeschichtlich von Bedeutung. Scheune Fachwerk mit Drempel, Stallscheunen Erdgeschoss massiv mit Porphyrgewänden, Obergeschoss Fachwerk, ein Drehflügelfenster erhalten. | 08960035 |
| Direkt Bild zu diesem Denkmal hochladen | Westliches Wohnstallhaus eines Vierseithofes                                                              | Alte Hauptstraße 23 (Karte)     | Bezeichnet mit 1857                                                                               | Obergeschoss hofseitig Fachwerk, baugeschichtlich von Bedeutung. Drei Seiten massiv, mit Porphyrgewänden, Krüppelwalmdach, Dachhecht, Porphyrtürgewände mit kleinem Dreiecksgiebel, Kreuzstockfenster, angeblich ehemaliges Vorwerk des Rittergutes Döhlen. | 08960045 |
| Direkt Bild zu diesem Denkmal hochladen | Westliches Wohnstallhaus und zwei Seitengebäude (das nördliche mit Kumthalle) eines Vierseithofes         | Alte Hauptstraße 24 (Karte)     | Bezeichnet mit 1739 (Seitengebäude); um 1850 (Wohnstallhaus); um 1880 (Scheune und Seitengebäude) | Landschaftstypische Fachwerkbauten mit Porphyrtuffgliederungen, heimatgeschichtlich und baugeschichtlich von Bedeutung. - Wohnstallhaus: Obergeschoss Fachwerk, Giebel massiv, Porphyrgewände, Krüppelwalmdach, doppelter Dachhecht, Ladeluke - Stallscheune: Obergeschoss Fachwerk, Mitteldrehflügelfenster, dreijochige Kumthalle auf Porphyrsäulen - Stallscheune: Obergeschoss Fachwerk, viele originale Fenster, im Erdgeschoss Porphyrgewände, Tür mit Profilierung und Dreiecksgiebel, Krüppelwalmdach, Giebel massiv mit Palladiomotiv Ehemals denkmalgeschützte östliche Scheune (Fachwerk mit Drempel, Krüppelwalmdach) nach Brand 2020 abgerissen. | 08960036 |
| Direkt Bild zu diesem Denkmal hochladen | Nördliches Wohnstallhaus, südliches Seitengebäude und Brunnen eines ehemaligen Vierseithofes              | Alte Hauptstraße 27, 28 (Karte) | Um 1800 (Wohnstallhaus); bezeichnet mit 1877 (Seitengebäude)                                      | Gut erhaltene Beispiele ländlicher Fachwerkbauweise von baugeschichtlicher und sozialgeschichtlicher Bedeutung. - Wohnstallhaus: Obergeschoss Fachwerk, Dachüberstand, Giebel verkleidet, zum Teil noch Porphyrgewände erhalten - Nebengebäude mit Wohnmöglichkeit: Porphyrgewände, profilierte Türbedachung, Obergeschoss Fachwerk, Dachüberstand, Giebel verbrettert, originale Haustür mit Oberlicht - quadratischer Porphyrbrunnen mit Schieferabdeckung | 08960037 |
| Direkt Bild zu diesem Denkmal hochladen | Westliches Wohnstallhaus, nördliche Scheune und Seitengebäude eines Vierseithofes                         | Alte Hauptstraße 29 (Karte)     | Um 1700 (Scheune); um 1800 (Wohnstallhaus); 2. Hälfte 19. Jahrhundert (Seitengebäude)             | Regionaltypischer Bauernhof in Fachwerkbauweise, baugeschichtlich und wirtschaftsgeschichtlich von Bedeutung. - Wohnstallhaus: Obergeschoss Fachwerk, Giebel verkleidet - kleine Scheune: mit deutlich älterer Konstruktion, mit Gewölbekeller - Seitengebäude: Erdgeschoss noch teilweise Fachwerk, im Obergeschoss Fachwerk | 08960038 |
| Direkt Bild zu diesem Denkmal hochladen | Östliche Stallscheune eines ehemaligen Vierseithofes                                                      | Alte Hauptstraße 35 (Karte)     | 1. Hälfte 19. Jahrhundert                                                                         | Obergeschoss Fachwerk, baugeschichtlich von Bedeutung. Mitteldrehflügelfenster, Erdgeschoss Porphyrgewände, Giebel verkleidet, Dach Schiefer. | 08960039 |
| Direkt Bild zu diesem Denkmal hochladen | Nördliches Wohnstallhaus, südliches Seitengebäude und östliche Scheune eines Vierseithofes                | Alte Hauptstraße 37 (Karte)     | Um 1700 (Scheune); Ende 18. Jahrhundert (Wohnstallhaus); um 1850 (Seitengebäude)                  | Geschlossene und in ihrem Erscheinungsbild authentisch erhaltene Hofanlage in regionaltypischer Bauweise, baugeschichtlich, wirtschaftsgeschichtlich und ortsbildprägend von Bedeutung. - Wohnstallhaus: Obergeschoss Fachwerk mit Kopfbändern, Giebel und Dach Schiefer, Gebäude saniert - Scheune: Fachwerk - Seitengebäude: Obergeschoss Fachwerk verkleidet, im Erdgeschoss Porphyrgewände, doppelte Biberschwanzdeckung | 08960040 |
| Direkt Bild zu diesem Denkmal hochladen | Westliches Seitengebäude eines ehemaligen Vierseithofes                                                   | Alte Hauptstraße 39 (Karte)     | Mitte 19. Jahrhundert                                                                             | Baugeschichtlich und heimatgeschichtlich von Bedeutung. Obergeschoss Fachwerk, Giebel und eine Seite verkleidet, mehrere Mitteldrehflügelfenster, Porphyrstichbogenportal mit Schlussstein. | 08960041 |
| Direkt Bild zu diesem Denkmal hochladen | Wohnstallhaus eines kleinen Hakenhofes                                                                    | Alte Hauptstraße 41 (Karte)     | Bezeichnet mit 1877, Kern um 1800                                                                 | Baugeschichtlich und heimatgeschichtlich von Bedeutung. Obergeschoss Fachwerk, auf drei Seiten verkleidet, Tür mit profilierter Bedachung aus Porphyr. | 08960042 |
| Direkt Bild zu diesem Denkmal hochladen | Wohnstallhaus                                                                                             | Alte Hauptstraße 45 (Karte)     | Bezeichnet mit 1886, Kern älter                                                                   | Typisch sächsisches Bauernhaus, baugeschichtlich und heimatgeschichtlich von Bedeutung. Obergeschoss Fachwerk, Giebel verkleidet, Porphyrgewände. | 08960043 |
| Weitere Bilder                          | Wohnstallhaus (Nr. 1), Wohnhaus (Nr. 2), Scheune und Seitengebäude eines Mühlenanwesens (Singermühle)     | Mühlental 1, 2 (Karte)          | Mitte 19. Jahrhundert (Wohnhaus); um 1890 (Wohnstallhaus, Seitengebäude und Scheune)              | Regionaltypischer Vierseithof, baugeschichtlich, ortsgeschichtlich und technikgeschichtlich von Bedeutung. - Wohnstallhaus: Obergeschoss Fachwerk mit großem Dachhäuschen, drei Seiten verkleidet, im Erdgeschoss liegende Fenster - Wohnhaus: zwei Seiten Fachwerk, Giebel verschiefert (mit Sonnenmotiv), Hofseite massiv, Porphyrgewände, Krüppelwalmdach - Scheune: Fachwerk, verkleidet - Seitengebäude: Obergeschoss Fachwerk mit mittigem Dachhäuschen | 08960050 |
| Weitere Bilder                          | Seitengebäude der Niedermühle                                                                             | Mühlental 3 (Karte)             | Mitte 19. Jahrhundert                                                                             | Beispiel der Volksbauweise, baugeschichtlich von Bedeutung. Halb Fachwerk mit Drempel, halb Erdgeschoss massiv, Obergeschoss Fachwerk mit Wohnmöglichkeit, hofabgewandte Seite verkleidet. | 08960051 |
| Weitere Bilder                          | Wohnstallhaus, drei Seitengebäude und Handschwengelpumpe eines Mühlenanwesens, mit Hausbäumen (Obstmühle) | Obstmühle 1 (Karte)             | Schlussstein bezeichnet mit 1738                                                                  | Ausgezeichnet erhaltenes Ensemble der Holzbauweise, malerisch im Aubachtal gelegen, baugeschichtlich und ortsgeschichtlich von Bedeutung. - U-förmige Anlage mit Wohnstallhaus: Obergeschoss Fachwerk, Dachüberstand, Porphyrgewände - Nebengebäude: Obergeschoss Fachwerk - Scheune: Fachwerk mit Drempel - Stallscheune: Obergeschoss Fachwerk, mit Scheunenanbau, auf drei Seiten verbrettert | 08960048 |
| Weitere Bilder                          | Ehemaliger Gasthof Obstmühle                                                                              | Obstmühle 2 (Karte)             | Bezeichnet mit 1893                                                                               | Massives, zweigeschossiges Wohnhaus mit schöner Putzgliederung, straßenbildprägend gelegen, ortsgeschichtlich von Bedeutung. Putzbau mit Porphyrgewänden an Tür und Fenstern, im ersten Obergeschoss mit geraden Fensterbedachungen, in der Mittelachse spitzer Dreiecksgiebel, im Giebel Okulus bzw. Sternfenster, Putzgliederung am Sockel, Eckquaderung, verkröpftes Kranzgesims, gerade Türbedachung mit Tafel „18 Ernst Reinhardt 93“, originales Türblatt. | 08960049 |

## Schweikershain
| Bild                                    | Bezeichnung | Lage                                                    | Datierung | Beschreibung | ID       |
| --------------------------------------- | --- | ------------------------------------------------------- | --- | --- | -------- |
| Weitere Bilder                          | Meilenstein | Hauptstraße (Karte)                                     | Nach 1858 | Königlich-Sächsischer Meilenstein, Halbmeilenstein, verkehrsgeschichtlich von Bedeutung. Sandstein, beschriftet mit „Mittweida, Leisnig“, ehemals mit gusseiserner Krone, Schrift weitgehend verwittert, Entfernungsangabe nicht mehr erkennbar. | 09236433 |
| Weitere Bilder                          | Ehemaliges Gärtnerwohnhaus des Rittergutes mit Resten der Einfriedung und schmiedeeisernem Tor (Einzeldenkmal der Sachgesamtheit 09300277)                                                                   | Kastanienallee 5 (Karte)                                | 3. Drittel 18. Jahrhundert | Einzeldenkmal der Sachgesamtheit Rittergut Schweikershain; Obergeschoss Fachwerk, baugeschichtlich und ortsgeschichtlich von Bedeutung. - Wohnhaus: Satteldach, Fachwerk-Obergeschoss ausgefacht mit Ziegelmauerwerk, Erdgeschoss massiv, teilweise noch Kreuzstockfenster, im Erdgeschoss erhalten Fenstergewände und Stichbogenportale aus Porphyr Einfriedung: Bruchstein | 09236159 |
| Direkt Bild zu diesem Denkmal hochladen | Westliches Seitengebäude eines ehemaligen Vierseithofes | Oberdorf 8 (Karte)                                      | Um 1800 | Schlichtes zeittypisches Wirtschaftsgebäude in gutem Originalzustand von baugeschichtlichem Wert. Fachwerk in Obergeschoss, Erdgeschoss massiv, an der Hofseite ursprüngliche Architekturgliederung erhalten, Fachwerk in Obergeschoss teilweise verkleidet und verputzt, Satteldach. | 09236155 |
| Direkt Bild zu diesem Denkmal hochladen | Vier Siedlungshäuser | Thomasplan 2, 3, 5, 7 (Karte)                           | Um 1933 | Kleine 1½-geschossige Holzhäuser von baugeschichtlichem Wert. Eingeschossig, Drempel, Satteldach, originale Holzverkleidung, steinerner Sockel, teilweise mit originalen Fenstern und Klappläden, teilweise leicht verändert, bedeutsam für regionale Architekturgeschichte. | 09236151 |
| Direkt Bild zu diesem Denkmal hochladen | Südliches Wohnstallhaus und westliche Scheune eines Dreiseithofes | Zur Kohlung 12 (Karte)                                  | Um 1800 | Schlichter Dreiseithof mit zeittypischer Bebauung, baugeschichtlich und sozialgeschichtlich von Bedeutung. - Wohnstallhaus: Fachwerk-Obergeschoss, teilweise verkleidet, ursprünglich mit Tür, Erdgeschoss massiv, originale Fenstergewände und Türportale, geteilte Stalltür teilweise erhalten, Satteldach, im Stall preußisches Kappengewölbe - Scheune: Fachwerk mit Drempel, Satteldach, giebelseitig spätere massive Anbauten | 09236153 |
| Direkt Bild zu diesem Denkmal hochladen | Ehemaliges Wohnstallhaus, östliches Seitengebäude und nördliche Scheune eines Vierseithofes | Zur Kohlung 17 (Karte)                                  | 1823 | Alle Gebäude in Fachwerkbauweise, baugeschichtlich und wirtschaftsgeschichtlich von Bedeutung. - Wohnstallhaus: Fachwerk-Obergeschoss, Erdgeschoss massiv, neues Türportal, Schlussstein und Überdachung alt, Fenster erneuert, Giebeldreieck verschiefert, Satteldach, am Türstock datiert - Scheune: Fachwerk, Lehmausstakung, Satteldach, komplett erhalten, Giebel verschiefert, altdeutsche Deckung, alte Holztore - Seitengebäude: Fachwerk-Obergeschoss, verkleidet, Tür im Obergeschoss, Erdgeschoss und Giebel massiv, Heuaufzug, Garageneinbau | 09236152 |
| Weitere Bilder                          | Kirche mit Ausstattung und Kirchhof mit Einfriedungsmauer, drei Erbbegräbnisse (Findewirth, Bemmann, Lohse), Grabanlage der Familie Nostitz-Wallwitz sowie Denkmal für die Gefallenen des Ersten Weltkrieges | Zur Mühle 2 (Karte)                                     | 1719–1721 (Kirche und Altar); 1750 (Orgel); 2. Hälfte 18. Jahrhundert (Grabmal); Ende 19. Jahrhundert (Grabanlage der Familie Nostitz-Wallwitz); | Saalkirche, verputzter Bruchsteinbau mit hohem Walmdach und charakteristischem Dachreiter, baugeschichtlich und ortsgeschichtlich von Bedeutung. - flachgedeckte Saalkirche: mit längsrechteckigem Grundriss, im Nordosten Anbau von gerade abgeschlossener Herrschaftsloge, dort Porphyrtürportal mit Korbbogen, Schlussstein mit Wappen, Jahreszahl 1719, Walmdach, gedrungener polygonaler Dachreiter mit Welscher Haube, darüber polygonaler Aufsatz mit Welscher Haube, umlaufendes Traufgesims - Ausstattung: eingeschossig umlaufende Empore, Orgelempore im Westen (Silbermannorgel aus der Hofkirche), im Osten Herrschaftsloge, säulenförmiger Taufstein aus Holz und seine symmetrisch angeordnete Attrappe, Sakramentsnische, zwei Grabplatten, Kanzelaltar mit architektonischem Aufbau - Silbermannorgel: pedallos (Positiv), ehemals als Interimsorgel in der Katholischen Hofkirche zu Dresden, 1759 durch Vermittlung Ministers von Wallwitz nach Schweikershain überführt - drei Erbbegräbnisse in Porphyrnische, Grabanlage der Familie Nostitz-Wallwitz - Friedhofsmauer restauriert - Standort Kriegerdenkmal an der äußeren nördlichen Kirchenwand | 09236158 |
| Direkt Bild zu diesem Denkmal hochladen | Wohnhaus | Zur Mühle 6 (Karte)                                     | Mitte 19. Jahrhundert | Obergeschoss Fachwerk, baugeschichtlich von Bedeutung. Erdgeschoss massiv, Giebel verschiefert, Fenstergewände und Portal aus Erbauungszeit, flachgeneigtes Satteldach, Fenster zum Teil aus Erbauungszeit. | 09236165 |
| Direkt Bild zu diesem Denkmal hochladen | Gemeindeverwaltung (ehemals Martha-Stift, später St.-Annenstift) | Zur Mühle 7 (Karte)                                     | 1886 | Später auch als St. Annenstift bezeichnet, baugeschichtlich und ortsgeschichtlich von Bedeutung. Mittelteil mit zwei Seitenflügeln, architektonische Gliederung noch vorhanden, ebenso urspr. Fenstergewände und Eingangsportal, Seitenteile betont durch Eckquaderung und erhöhte Kniestöcke, die Mittelteil überragen, Sockel Polygonalmauerwerk, erbaut durch von Nostitz für dessen Frau, die dort eine Haushaltsschule betrieb. | 09236164 |
| Weitere Bilder                          | Rittergut Schweikershain (Sachgesamtheit) | Zur Mühle 20, 21, 22, 23, 31 (Kastanienallee 5) (Karte) | 1428 erwähnt (Rittergut); großer Mühlteich um 1400 (Mühlteich)                                                                                   | Sachgesamtheit Rittergut Schweikershain mit folgenden Einzeldenkmalen: Herrenhaus (Nr. 21), westliches Wirtschaftsgebäude und nördliche Scheune (Nr. 20) (siehe Einzeldenkmal 09236160), Gärtnerei (siehe Einzeldenkmal 09236159, Kastanienallee 5) sowie Parkanlage (Schmuckanlage und Garten mit Terrassierung), Teichanlage (bestehend aus Großem und Kleinem Mühlteich, Großem und Kleinem Bergteich, Winterteich, Holzteich), Dämmen mit Alleen, Reste einer Kastanienallee, Baumrondelle (Gartendenkmal) sowie fünf weitere Wirtschaftsgebäude (Nr. 22, 28, 31) östlich und südöstlich des Herrenhauses und Reste der Einfriedung (Sachgesamtheitsteile); das Rittergut heute Pflegeheim, baugeschichtlich, ortsgeschichtlich und landschaftsgestaltend von Bedeutung. Gutspark im Grundriss erhalten, ebenso ein Teil des Baumbestandes und Reste der Einfriedung, zeitweise lebte hier Kunz von Kauffungen, erste Erwähnung des Rittergutes 1428, 1546/47 Brand des Rittergutes, der große Mühlteich um 1400 angelegt, die Kastanienallee nach 1730. | 09300277 |
| Weitere Bilder                          | Herrenhaus (Nr. 21), westliches Wirtschaftsgebäude und nördliche Scheune (Nr. 20) sowie Gutsgarten mit Terrassierung, Alleen und Baumrondelle (Einzeldenkmale der Sachgesamtheit 09300277)                   | Zur Mühle 20, 21 (Karte)                                | Rittergut erwähnt 1428 (Rittergutsbestandteil); nach 1730 (Kastanienallee)                                                                       | Einzeldenkmale der Sachgesamtheit Rittergut Schweikershain; Herrenhaus repräsentativer Putzbau mit übergiebeltem Mittelrisalit, baugeschichtlich und ortsgeschichtlich von Bedeutung. - Herrenhaus: Traufseite mittelrisalitartige Betonung der Mittelteile und der Seiten durch Pilaster, Frontispiz, an Vorderseite französischer Balkon, Rückseite mit rustizierten Lisenen an Ecken, mittelrisalitartige Betonung der Gebäudemitte, gegliedert durch rustizierte Lisenen, abgeschlossen mit Frontispiz, durchlaufendes Gesims und um ganzes Haus umlaufendes Traufgesims, Fenstergewände Porphyr, Krüppelwalmdach, Rückseite zwei Dachhechte, verputzt - innen: Kreuzgewölbe im Erdgeschoss, Stuckdecken im Obergeschoss, Türbeschläge aus dem 18. Jahrhundert, im Keller Kreuzgewölbe aus Ziegelmauerwerk, Türbogen und Kellertreppe aus Porphyr - winkliges Wirtschaftsgebäude: zweigeschossiger Putzbau, Krüppelwalmdach mit Dachhecht - Scheune: anderthalbgeschossiger Putzbau mit drei großen Toreinfahrten, Satteldach | 09236160 |
| Direkt Bild zu diesem Denkmal hochladen | Häuslerhaus | Zur Mühle 36 (Karte)                                    | 1784 | Obergeschoss Fachwerk, steht im Bezug zum Rittergut, baugeschichtlich und sozialgeschichtlich von Bedeutung. Zweigeschossig, verputzt, Satteldach, ursprüngliche Fassadengliederung vereinfacht, typisches Häusleranwesen, Bezug zum Rittergut, bildet mit Nummer 37 und 38 ein Ensemble. | 09236161 |
| Direkt Bild zu diesem Denkmal hochladen | Häuslerhaus | Zur Mühle 37 (Karte)                                    | 1784 | Steht im Bezug zum Rittergut, baugeschichtlich und sozialgeschichtlich von Bedeutung. Zweigeschossig, verputzt, ein Giebel verschiefert, ein Giebel verbrettert, Satteldach, originale Fassadengliederung erhalten, typisches Häusleranwesen, bildet mit Nummer 36 und 38 Ensemble. | 09236162 |
| Direkt Bild zu diesem Denkmal hochladen | Häuslerhaus | Zur Mühle 38 (Karte)                                    | 1784 | Steht im Bezug zum Rittergut, baugeschichtlich und sozialgeschichtlich von Bedeutung. Zweigeschossig, verputztes Fachwerk im Obergeschoss, Erdgeschoss massiv, Fassadengliederung erhalten, typisches Häusleranwesen, bildet Ensemble mit Nummer 36 und 37, diese Häuslerhäuser wurden alle 1784 auf der sogenannten Bauernwiese errichtet. | 09236163 |

## Theesdorf
| Bild                                    | Bezeichnung                                                                                               | Lage                           | Datierung                                                                                                   | Beschreibung | ID       |
| --------------------------------------- | --- | ------------------------------ | --- | --- | -------- |
|                                         | Vierseithof mit Wohnstallhaus, Scheune und zwei Seitengebäuden                                            | Aitzendorfer Straße 2 (Karte)  | Mitte 19. Jahrhundert (Wohnstallhaus); 1876 (Scheune); 1877/1878 (Seitengebäude); 1903/1904 (Seitengebäude) | Komplettes Ensemble eines heimatgeschichtlich bedeutenden Vierseithofes in zentraler Lage, baugeschichtlich, wirtschaftsgeschichtlich und ortsbildprägend von Bedeutung. - Wohnstallhaus: Obergeschoss Fachwerk, Giebel verkleidet, Erdgeschoss Porphyrgewände - Stallscheune: Obergeschoss Fachwerk, doppelte Biberschwanzdeckung - Scheune zum Teil Fachwerk, Drempel Fachwerk - Stallscheune mit Durchfahrt und zugesetzter Kumthalle, Obergeschoss Fachwerk, großer Giebel, gerade Türbedachung (Porphyr) mit originaler Tür - Seitengebäude: Obergeschoss Fachwerk, in das Obergeschoss hineinreichende Toreinfahrt, Satteldach | 08960046 |
| Direkt Bild zu diesem Denkmal hochladen | Scheune und zwei Seitengebäude eines Vierseithofes                                                        | Aitzendorfer Straße 3 (Karte)  | Bezeichnet mit 1833 (Seitengebäude); um 1850 (Scheune und südliche Stallscheune)                            | Alle Gebäude in regionaltypischer Fachwerkbauweise, baugeschichtlich und heimatgeschichtlich von Bedeutung. - Scheune: Sichtfachwerk, Krüppelwalmdach - südliche Stallscheune: Obergeschoss Fachwerk, verkleidet, Porphyrgewände, Krüppelwalmdach - nördliche Stallscheune: Obergeschoss Fachwerk, verkleidet | 08960047 |
|                                         | Wohnstallhaus, Auszugshaus, Scheune, Seitengebäude (mit Kumthalle) und Hofpflasterung eines Vierseithofes | Aitzendorfer Straße 15 (Karte) | Um 1800 (Wohnstallhaus); um 1850 (Auszugshaus und Seitengebäude); bezeichnet mit 1939 (Scheune)             | Gut erhaltenes Ensemble in Fachwerkbauweise von hoher Authentizität, baugeschichtlich, wirtschaftsgeschichtlich und ortsbildprägend von Bedeutung. - Wohnstallhaus: Obergeschoss Fachwerk, steiles Satteldach, zum Teil Schiefer, Porphyrgewände - Ausgedinge: Obergeschoss Fachwerk, Krüppelwalmdach, profilierte Porphyrgewände, eine Giebelseite ganz Fachwerk, Drehflügelfenster - Scheune: Fachwerk mit Drempel - Pferdestall: mit dreijochiger Kumthalle auf Porphyrsäulen, Obergeschoss Fachwerk, Dachhäuschen ebenso, Porphyrgewände, Giebel Schiefer                                                                        | 08960052 |
| Direkt Bild zu diesem Denkmal hochladen | Häusleranwesen                                                                                            | Aitzendorfer Straße 17 (Karte) | 1. Hälfte 18. Jahrhundert                                                                                   | Baugeschichtlich von Bedeutung. Obergeschoss Fachwerk, rundum verkleidet, späterer Anbau, dort Satteldach bis zum Erdgeschoss heruntergezogen, einige Porphyrgewände erhalten, Fenstergrößen original. | 08960053 |

## Tabellenlegende
- Bild: Bild des Kulturdenkmals, ggf. zusätzlich mit einem Link zu weiteren Fotos des Kulturdenkmals im Medienarchiv Wikimedia Commons. Wenn man auf das Kamerasymbol klickt, können Fotos zu Kulturdenkmalen aus dieser Liste hochgeladen werden:
- Bezeichnung: Denkmalgeschützte Objekte und ggf. Bauwerksname des Kulturdenkmals
- Lage: Straßenname und Hausnummer oder Flurstücknummer des Kulturdenkmals. Die Grundsortierung der Liste erfolgt nach dieser Adresse. Der Link (Karte) führt zu verschiedenen Kartendiensten mit der Position des Kulturdenkmals. Fehlt dieser Link, wurden die Koordinaten noch nicht eingetragen. Sind diese bekannt, können sie über ein Tool mit einer Kartenansicht einfach nachgetragen werden. In dieser Kartenansicht sind Kulturdenkmale ohne Koordinaten mit einem roten bzw. orangen Marker dargestellt und können durch Verschieben auf die richtige Position in der Karte mit Koordinaten versehen werden. Kulturdenkmale ohne Bild sind an einem blauen bzw. roten Marker erkennbar.
- Datierung: Baubeginn, Fertigstellung, Datum der Erstnennung oder grobe zeitliche Einordnung entsprechend des Eintrags in der sächsischen Denkmaldatenbank
- Beschreibung: Kurzcharakteristik des Kulturdenkmals entsprechend des Eintrags in der sächsischen Denkmaldatenbank, ggf. ergänzt durch die dort nur selten veröffentlichten Erfassungstexte oder zusätzliche Informationen
- ID: Vom Landesamt für Denkmalpflege Sachsen vergebene, das Kulturdenkmal eindeutig identifizierende Objekt-Nummer. Der Link führt zum PDF-Denkmaldokument des Landesamtes für Denkmalpflege Sachsen. Bei ehemaligen Kulturdenkmalen können die Objektnummern unbekannt sein und deshalb fehlen bzw. die Links von aus der Datenbank entfernten Objektnummern ins Leere führen. Ein ggf. vorhandenes Icon  führt zu den Angaben des Kulturdenkmals bei Wikidata.

## Ausführliche Denkmaltexte
1. ↑  Vierseithof (Am Bahnhof 9 in Erlau):

Das Waldhufendorf Erlau ist in den Grundzügen der ursprünglichen Ortsgestaltung erhalten und wird noch von einigen großen Höfen geprägt. In Ortsrandlage befindet sich der Vierseithof, dessen besondere Wirkung aus seiner Lage an der Eisenbahnstrecke einerseits und durch die an Wohnstallhaus und Nebengebäude vorbeiführende Dorfstraße andererseits resultiert. Hierbei spielt die Ansicht des geschlossen erhaltenen Hofensembles von der innerhalb der Kurve ansteigenden Straße, die über die Eisenbahn geführt wird, keine unwesentliche Rolle.

Von den Baulichkeiten ziehen das traufständig zur Straße liegende Wohnstallhaus, die Scheune, das Nebengebäude und die Hofgestaltung mit erhaltener Pflasterung denkmalpflegerisches Interesse auf sich. Das ebenfalls Wohnzwecken dienende vierte Gebäude wurde aufgrund der umfänglichen Veränderungen bisher nicht als Einzeldenkmal in der Aufstellung der Kulturdenkmale des Freistaates Sachsen geführt – es ist jedoch unverzichtbarer Bestandteil des geschlossenen Hofensembles und unterliegt bei beabsichtigten baulichen Veränderungen den Bestimmungen des Umgebungsschutzes.

Das zweigeschossige Wohnstallhaus besitzt ein massives Erdgeschoss, vorwiegend aus Bruchsteinmauerwerk bestehend. Im Obergeschoss wurde die Fachwerkkonstruktion mit Lehmstaken geschlossen, beide Giebel und die rückwärtige Traufseite sind oberhalb des Erdgeschosses verschiefert.

Fachwerksichtig ist die Hofseite. In einem Giebel hat sich eines der originalen Fenster mit drei der ursprünglichen Glasscheiben erhalten. Für die Rahmungen der Stallfenster und das Haustürportal fand Hilbersdorfer Porphyrtuff Verwendung. Der Türsturz weist mit der Inschrift „C.A. Schille“ auf den Bauherrn des Gebäudes und mit „1876“ auf das Erbauungsjahr hin. Ohne weitere Bauforschung ist nicht zu klären, inwieweit eventuell ältere Gebäudeteile in den Neubau einbezogen wurden. Im Inneren darf auf den flach gewölbten sowie den mit großen Schieferplatten ausgelegten Fußboden des Kellers hingewiesen werden. Unter der Dachdeckung neueren Datums findet sich ein einfach stehender Dachstuhl. Der Stall ist mit preußischen Kappen versehen. Zeitgleich mit dem Wohnstallhaus dürfte das Nebengebäude erbaut worden sein, über dem in Bruchstein aufgeführten Erdgeschoss (Türrahmen- und Stallfenstergewände sind aus Porphyrtuff gearbeitet) steht eine lehmausgefachte, an den Traufen sichtbar belassene Fachwerkkonstruktion. Die Giebel sind verschiefert. Auch die Zwischenwände im Obergeschoss sind lehmausgefachte Fachwerkkonstruktionen. Original sind die Fenster des Obergeschosses (teilweise mit Schiebefenster).

Die vermutlich bereits im 17. Jahrhundert errichtete Scheune ist als ein lehmausgefachter Ständerbau über einem Bruchsteinsockel nicht nur das älteste Gebäude des Vierseithofes, sondern gehört zu den ältesten Wirtschaftsgebäuden von Erlau. Besonders die Balkenkonstruktion mit ihren Verblattungen deutet auf das hohe Alter der Scheune hin. Bezüglich einer genaueren Alterseinschätzung wäre eine dendrochronologische Untersuchung wünschenswert. Eine spätere Erweiterung stellt der linke Teil der Scheune dar. Auch ein tonnengewölbter Keller soll erwähnt werden.

Hinzuweisen ist weiterhin auf die den Gehöftzusammenhang ergänzende und charakterisierende Pflasterung.

Die Anlage stellt in ihrer Geschlossenheit und landschaftstypischen Ausformung ein eindrückliches und anschauliches Zeugnis für die bäuerliche Bau- und Lebensweise in Erlau dar. Der wissenschaftlich-dokumentarische Wert des Hofes wird nachdrücklich hervorgehoben durch den Scheunenbau, der zu den ältesten Gebäuden sowohl des Ortes als auch des Umlandes gehört. Erhöht wird der Wert der einzelnen Hofanlage durch die Erhaltung des Dorfes Erlau in seiner alten Struktur, in welcher das Anwesen durch seine Randlage einen nicht unwesentlichen Beitrag zum Ortsbild leistet. Geschlossen und weitgehend im Bild des 19. Jahrhunderts unverfälscht erhaltene Vierseithöfe werden auch im Kreis Mittweida immer seltener, die Bewahrung dieser für die sächsische Kulturlandschaft bedeutsamen Anlagen steht zu Gebot.
2. ↑  Rittergut Schweikershain (Sachgesamtheit):
  - Wegesystem: Wegekreuz, Ringweg im Zentrum
  - Vegetationsflächen: kreisförmiges Rosenbeet im Schnittpunkt des Wegekreuzes, Rasenflächen mit Baum- und Strauchgruppen (Weymuthkiefer, Philadelphus, Flieder, Rhododendron, Goldregen)
  - Gutspark (terrassierter Garten) und Obstwiese
  - Einfriedung: am Ufer des Großen Mühlteichs Stützmauer aus Bruchsteinmauerwerk mit Abdeckung aus Klinkern und aufgesetzten Zaunpfeilern aus Porphyr sowie Resten eines Holzlattenzaunes
  - Bodenrelief: das Gelände fällt zum Ufer des Großen Mühlteichs ab, Terrassierung (eine Stützmauer aus zum Teil neu aufgesetztem Bruchsteinmauerwerk fängt das Gelände parallel zur Ufermauer ab und untergliedert den Garten in eine obere und eine untere Ebene)
  - Gartenbauten: Reste eines Springbrunnens mit Sandsteineinfassung auf der oberen Gartenebene, Treppe in der den Garten teilenden Stützmauer, Treppe in der Ufermauer
  - Erschließung: in der Flucht des Springbrunnens Wegeachse zum Ufer (mit Klinkern befestigter Weg zwischen Treppe der Stützmauer und Treppe der Ufermauer)
  - Gehölze: auf der oberen Gartenebene in der Nähe des Springbrunnens ein Solitärbaum (Linde), am Ufer ein Solitärbaum (Pyramideneiche) und Baumgruppe (Robinien), Obstbäume auf der unteren Gartenebene, Obstwiese mit Apfelbäumen
  - Teichanlage
    - Kleiner Mühlteich mit Solitärbäumen (Pyramideneiche und Trauerweide) sowie Baumgruppen am Ufer
    - Damm zwischen Kleinem und Großen Mühlteich mit Straße und Baumreihen (Rosskastanien, Pappeln und Eschen)
    - Großer Mühlteich mit Insel, auf der Insel Solitärbaum (Trauerweide)
    - Damm mit Baumreihe (Pyramidenpappeln auf der Seite zum Großen Mühlteich)
    - Großer Bergteich, Damm zwischen Großem und Kleinem Bergteich mit Straße und Allee (Linden)
    - Kleiner Bergteich
    - Wiese zwischen Kleinem Bergteich und Großem Mühlteich mit Solitärbäumen (Linde, Silberweide), Winterteich mit Insel
    - Holzteich

  - Alleen, Baumreihen und Baumrondelle Reste einer Allee (Rosskastanienreihen) an der Straße „Kastanienallee“, zwei Baumrondelle (Lindenrondell und Hainbuchenrondell von je sechs Bäumen) im „Storlwald“, weitere Alleen und Baumreihen siehe vorherigen Punkt
  - Weitere eventuell ehemalige Teiche, Baumbestand an den Ufern der Teiche, Wald mit eventuell weiteren Elementen (Wege, Gehölze, ...), Teiche und Alleen sind Teile der Kulturlandschaft des Rittergutes
3. ↑  Vierseithof Aitzendorfer Straße 3 in Theesdorf:

Bei den Objekten handelt es sich um die Wirtschaftsgebäude eines Vierseithofes. Sie sind in regional- und zeittypischer Fachwerkbauweise errichtet. Für das nördliche Seitengebäude könnte mit dem am Ostgiebel vermauerten Schlussstein das Baudatum 1833 überliefert sein, falls der Stein tatsächlich zu diesem gehört und dann wahrscheinlich Teil eines Portalgewändes auf der Hofseite war. Konstruktionsweise und Bauform passen gut zu der Jahresangabe. Die ursprüngliche Funktion des Gebäudes war Stall- und Lagernutzung.

Das massive Erdgeschoss wurde über die Zeit verschiedentlich verändert. Dagegen ist das Obergeschoss an drei Seiten weitgehend in der ursprünglichen Fachwerkkonstruktion mit Lehmstaken-Ausfachung erhalten. Die außenseitige Verkleidung des Fachwerks stammt in der vorhandenen Form aus der zweiten Hälfte des 20. Jahrhunderts. An der straßenseitigen Längswand ist das ursprüngliche Fachwerk durch verputztes Ziegelmauerwerk ersetzt. In das statische Gefüge des Dachstuhls wurde nachträglich mit dem Einbau eines Heugreifers stark eingegriffen, dabei verlor das Kehlbalkendach nahezu alle Dach- und Kehlbalken.

Das südliche Seitengebäude wurde vermutlich gleichfalls um 1830/40 errichtet und diente gleichermaßen vorwiegend als Stallung und Lagerraum. Das Erdgeschoss weist wie beim nördlichen Seitengebäude nachträgliche Veränderungen auf. Fachwerkobergeschoss und Dachwerk sind hier demgegenüber fast vollständig in ursprünglicher Form erhalten. Dazu gehören die Lehmstaken-Ausfachung, die abermals im Innern gut ablesbar ist, und das Kehlbalken-Dachwerk mit einfach stehendem Stuhl. Die partielle Verkleidung des Fachwerk-Obergeschosses stammt wiederum aus jüngerer Zeit; möglicherweise war der Westgiebel auch schon zuvor durch eine Verkleidung geschützt.

Die Scheune hat im Vergleich mit den Seitengebäuden ein weniger einheitliches Baugefüge, im Kern dürfte sie allerdings in dieselbe Zeit wie diese gehören. Dies betrifft die aus Fachwerk bestehenden unteren Gebäudeteile. Der obere Teil der Scheune entstammt offensichtlich einem späteren Umbau, ausgeführt vermutlich Ende des 19. Jahrhunderts oder im frühen 20. Jahrhundert zur Vergrößerung des Lagerraumes. Dies zeigt sich u. a. an der Art der hofseitigen Fachwerkkonstruktion mit gesägten Hölzern und betont gleichmäßiger Gliederung der Gefache. Im Inneren ist am oberen Tragwerk, das ebenfalls teilweise aus gesägten Hölzern besteht, die Umbauphase desgleichen erkennbar. Zapfenlöcher an den Sparren deuten darauf hin, dass diese zweit- bzw. wiederverwendet wurden. Der partielle Austausch der Wände im unteren Bereich mit Ziegelmauerwerk kann im Zuge des Umbaus, aber auch in mehreren Etappen erfolgt sein.

Die Wirtschaftsgebäude der Hofanlage sind Zeugnisse der regionaltypischen Fachwerkbauweise, die jahrhundertelang das dörfliche Bauen im mittelsächsischen Hügelland prägte und somit ein bestimmendes Merkmal der Kulturlandschaft und ihrer Geschichte ist. Sie stellen einen wichtigen Teil der historischen Bebauung in dem kleinen Ort Theesdorf dar, der die Form eines Platzdorfes hat und nach wie vor aus nur wenigen Höfen besteht. Es ist davon auszugehen, dass die Gebäude einer Hofstelle angehören, die auf eine frühe Siedlungszeit zurückgeht. Sie führen mit ihrer strukturbildenden Anordnung und ihren Funktionen die siedlungsgeschichtliche Tradition und Kontinuität fort. In der großzügigen Ausführung veranschaulichen sich zudem die Lebens- und Arbeitsweise der bäuerlichen Wirtschaften nach den Neuerungen in der Landwirtschaft in der 1. Hälfte des 19. Jahrhunderts, wie erweiterte Dreifelderwirtschaft und künstliche Düngung. Unter diesen Aspekten erlangen sie einen Aussage- und Dokumentationswert zur regionalen ländlichen Bau- und Heimatgeschichte.